# Herrlichkeit Hüls
Der heutige Krefelder Stadtteil Hüls (seit der frühen Neuzeit „Flecken Hüls“) war eine selbständige Gemeinde, die zunächst 1970 zur ehemaligen Kreisstadt Kempen und 1975 nach Krefeld eingemeindet wurde. Der Kernort basiert auf der dem Rittergeschlecht von Hüls (de Hulse) zugehörigen Herrlichkeit, hervorgegangen aus deren Allod, d. h. Eigenbesitz – als Ministeriale erstmals nachgewiesen im Jahre 1112. Aufgrund Wappenähnlichkeit wird es von den Grafen von Tecklenburg abgeleitet und wurde Namensgeberin verschiedener Gutshöfe namens Hülshoff in Westfalen. Zu Anfang lebte das Geschlecht auf einer „alten“ Burg im Hülser Bruch, die im Jahre 1455 durch einen etwas näher am Ort liegenden Neubau ersetzt wurde. Bei der Herrlichkeit handelte sich um eine Unterherrschaft des Erzstiftes (Kurfürsten) von Köln, dem die Hülser Ritter – und deren Untersassen – zu Dienst und Waffengang verpflichtet waren.

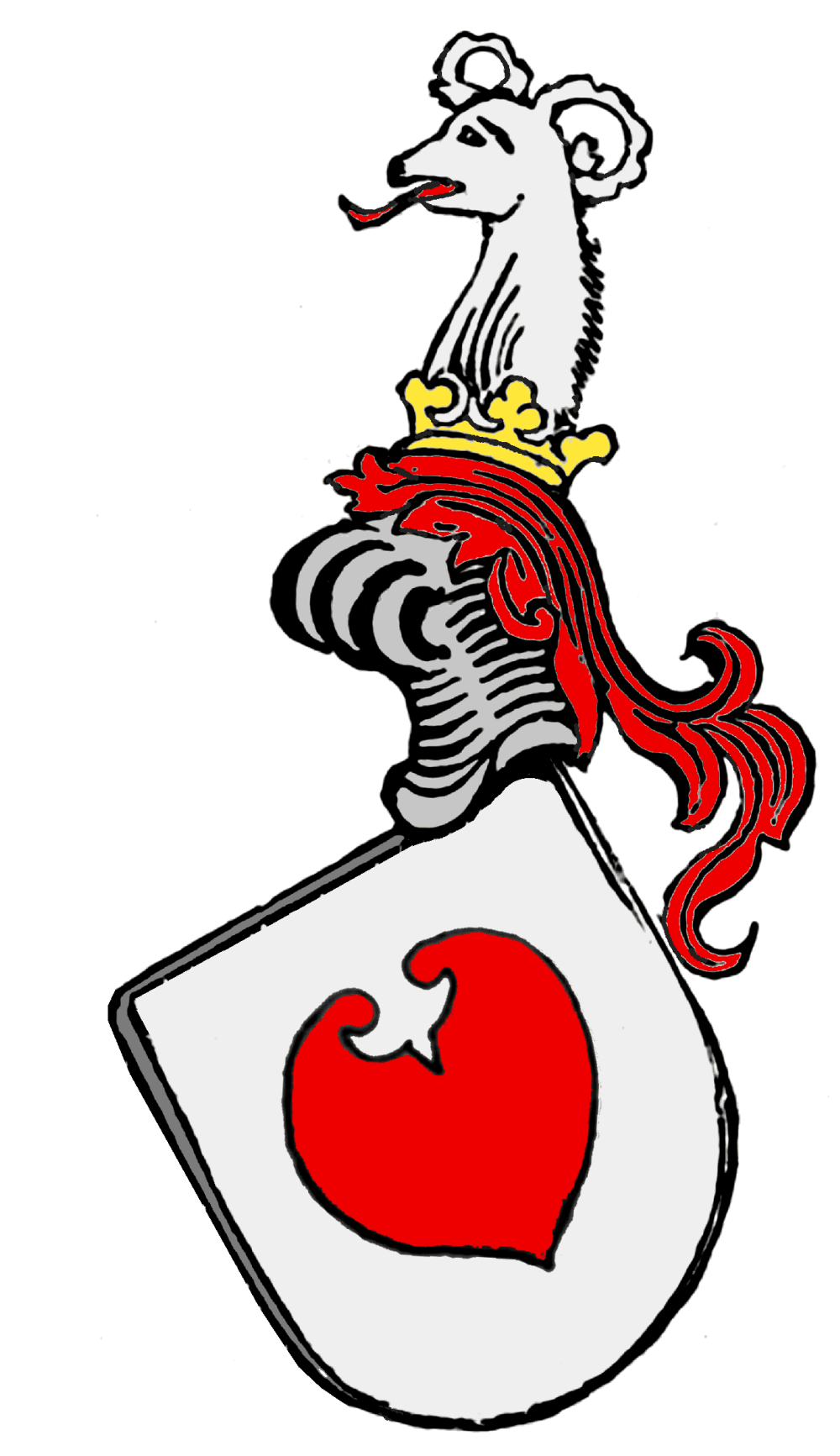
Wappen – rotes Meerblatt ohne Stengel – und Helmzier der Ritter von Hüls

Eine Besonderheit stellt der nördliche Ortsteil, die so genannte Hülsisch-Moersische Straße dar, die im Zuge einer Erbteilung des Jahres 1363 um etwa 1410 mit der (untergegangenen) Papenburg (Haus an gen Eynde) an die Grafschaft Moers kam – und in der Folge an deren Nachfolger Oranien und Preußen; ihre Bewohner unterlagen somit – anders als der kurkölnische Kernort – bis zur Franzosenzeit der Moersischen, später Oranischen Gerichtsbarkeit. Die Aufhebung der hoheitlichen Adelsrechte durch die Franzosen im Jahre 1806 und der anschließende Zusammenschluss des Hülsisch-Kurkölnischen Ortes mit dem Moersisch-Oranischen Ortsteil bedeutete das Ende der Herrlichkeit und das Entstehen der Gemeinde Hüls.

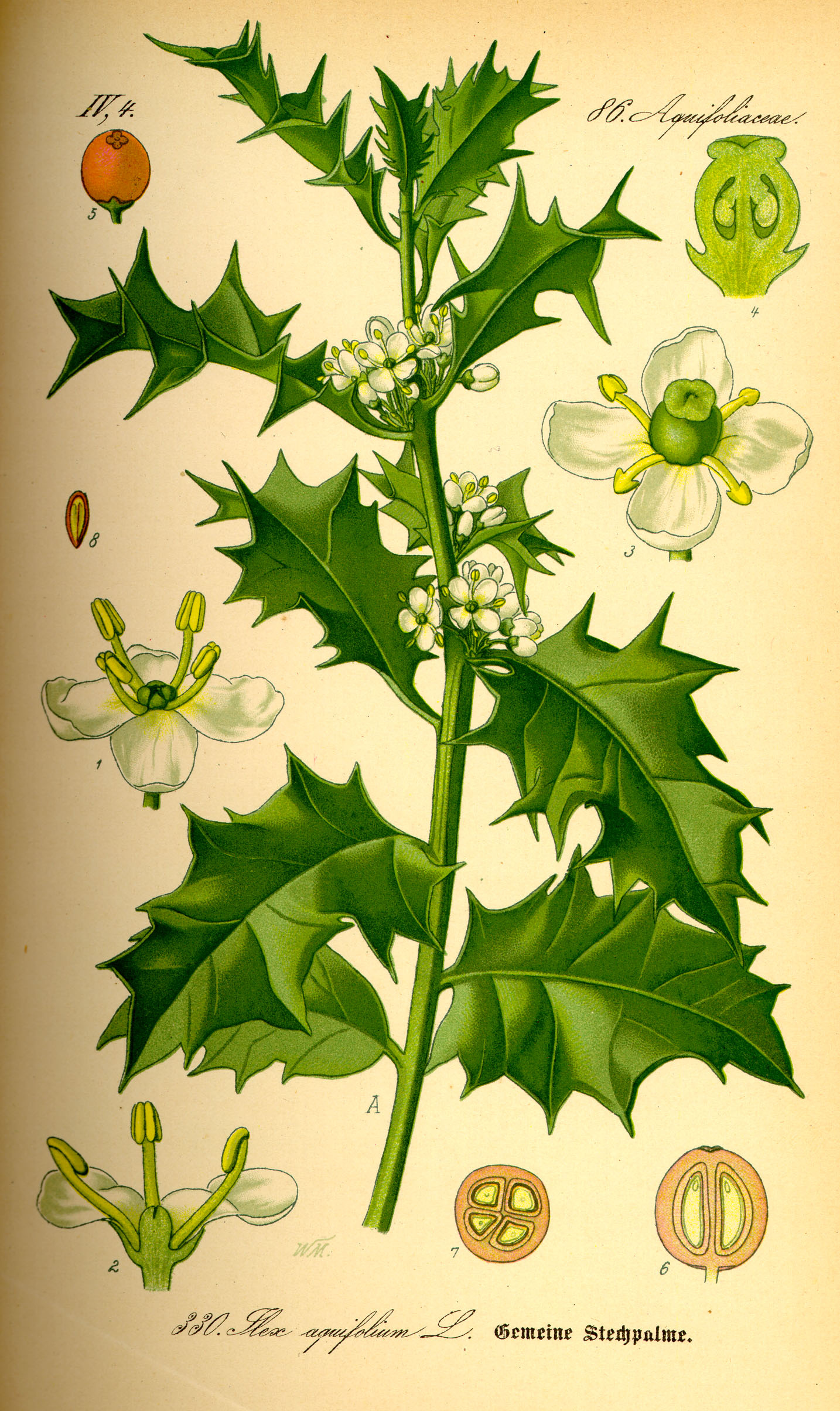
Hülsdorn (Ilex/Stechpalme) – der namengebende Strauch für die Herrlichkeit Hüls

## Teil 1: Herrlichkeit Hüls – von den Anfängen bis zur Katharina von Hüls (1565)
Der Name Hüls leitet sich ab vom Hülsdornbusch (auch Ilex) – der im Mittelalter häufig im Umfeld des Ortes vorkam. Die siedlungs- und verfassungsgeschichtlichen Wurzeln von Dorf und Herrlichkeit Hüls basierten nicht auf einem grundherrschaftlichen Villikationsverband, sondern entsprangen dem allodialen Eigenbesitz einer seit 1165 nachgewiesenen Dienstmannen-Familie, die später in den Ritterstand kam und ihre Machtgrundlage bis ins 15. Jahrhundert durch Erwerb und Pfandpolitik zu quasi landesherrlichen Befugnissen ausgebaut hat.

### Herrlichkeit Hüls – Allod in der Hand von Ministerialen
Die ersten bekannten Träger Hülser Namen stehen in Verbindung mit einer „alten“ (vor 1455 untergegangene) ersten Hülser Burg im Hülser Bruch (nahe dem jetzigen Freibad, am Landwehrgraben), worauf eine heutige Flur-/Straßen-Bezeichnung hinweist. Im Schutz der Burg entstand an einer Trockenrinne an der Grenze zur Bruchniederung eine ständig wachsende Ansiedlung, die um 1500 n. Chr. im Ortskern bereits über mehr als 80 Höfe verfügte. Es handelte sich um Lehm-Balken-Fachwerkhäuser zumeist mit Stroh-Eindeckung.
Die zweite „eigentliche“ Burg (heute als restaurierte Ruine erhalten mit Räumlichkeiten für kulturelle Zwecke) wurde ab 1455 erbaut durch Friedrich von Hüls, mit Erlaubnis des Kölner Erzbischofes Dietrich II. von Moers: „dahs er ein Hauß auf das broich hinder hulß bawen möge“. Die aus Backstein errichtete, mit Mauer und Türmen versehene Wasserburg hatte ein zweigeschossiges Haupthaus auf einem erhöhten Gewölbekeller, eine eigene Betkapelle und war umgeben von Graben und Vorburg.

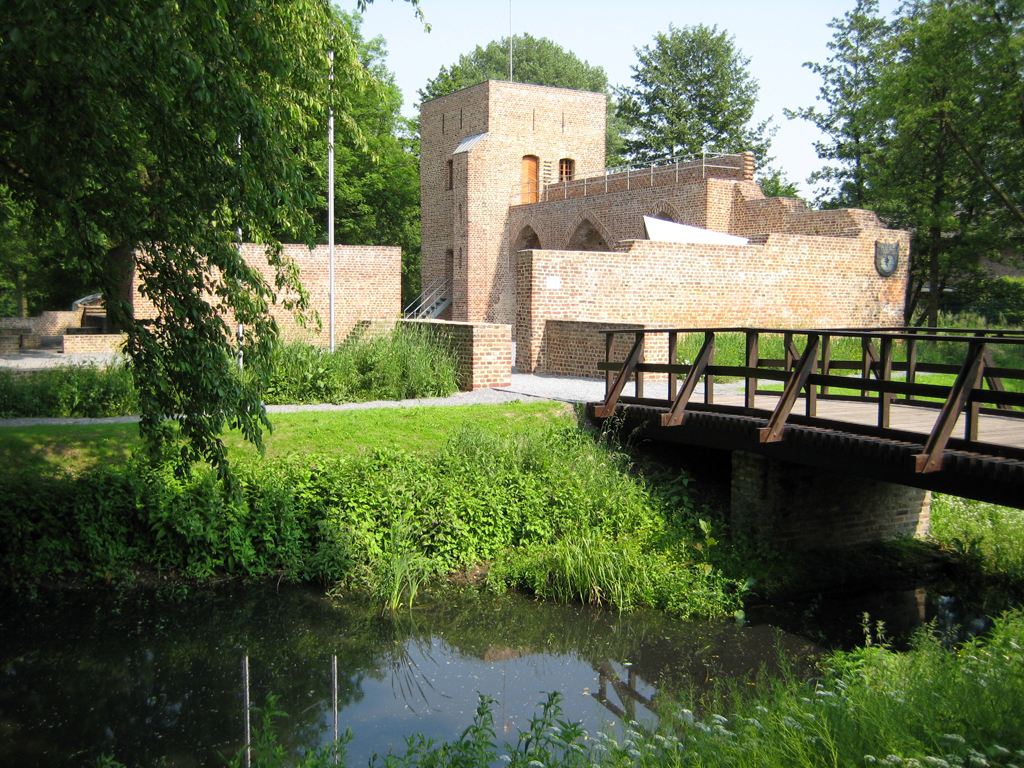
Burg Hüls nach der Restaurierung im Jahre 2007

Nach dem Tode der letzten Hülser Herrin Katharina – zwei Jahre nach ihrem Gemahl Godert Haes von Konradsheim zu Sollbrüggen – starb 1565 die Hauptlinie ohne Leibeserben aus und verwandte auswärtige Adelshäuser setzten Amtmänner auf der Burg (als Dienstsitz) ein. Mehrfach wurde die Burg durch Kriege und Wetterunbill beschädigt, 1868 nach Sturm und Blitzschlag stürzte der Turm ein; nur notdürftig hergestellt, verfiel das Gebäude danach zur Ruine.

#### Das Haus Hüls – neuere Erkenntnisse
Archäologische Untersuchungen aus dem Jahre 2011 und Erkenntnisse aus dem Jahre 2015 lassen darauf schließen, dass es sich bei der alten Burg (am Freibad) um eine Fluchtburg oder Schanze gehandelt hat (ähnlich der Schanze an der Vinnbrück), auch wegen der unmittelbaren Lage am Landwehrgraben.
Das ursprüngliche Haus Hüls könnte im Bereich des Beginenklosters „Klausur“ gelegen haben; darauf lässt auch eine Schenkung schließen, wonach der Ritter Friedrich von Hüls im Jahre 1419 dem Kloster „einen Garten vermacht, wo früher der Marstall gestanden und wo die Klausnerinnen wohnen sollen“. Wenn der Marstall – wie anzunehmen – ein Teil des ritterlichen Gutes war, dann hat sich auch das Gut selbst an dieser Stelle nahe dem Ortszentrum und der Kirche befunden. Als weiteres Indiz gilt eine Urkunde aus dem Jahre 1144, in der von einem „Bethaus im befestigten Hüls“ die Rede ist (oratorium in castro hulse). Bethäuser und Burgkapellen befanden sich in der Regel im Umfeld eines Rittergutes – die heutige Nachfolgekirche dieses Bethauses befindet sich direkt anschließend an das Beginenkloster.
Im Jahre 2004 hat man im Aushub der jetzigen Burgruine Scherben aus dem 12. und 14. Jahrhundert gefunden, wahrscheinlich aus Abriss des ehemaligen Hauses Hüls, der zur Anschüttung beim Bau der unweit entfernten (heutigen) Burg Hüls verwendet wurde.

#### Genealogie des Hauses Hüls
Als Wappen führten die Hülser Herren ein rotes, stängelloses Seerosenblatt und als Helmzier einen silbernen Widderkopf. Als Siegelbild ist das stängellose Seerosenblatt seit 1294 belegt. Später kam als Schöffensiegel ein grünes Blatt mit Stängel auf – das sich bis zur heutigen Zeit in leicht veränderter Form als Siegel und Wappen des Ortes erhalten hat.
Erstmals im Jahre 1122 und ab 1388 bis 1565 lässt sich der Stammbaum der Hülser Ritter lückenlos aufzeigen:
- 1112: mit Rethere de Holese wird erstmals ein Mitglied des Hülser Geschlechtes erwähnt. Im Jahre 1116 wird dieser (jetzt: Reterus de Holse) ausdrücklich als Ministeriale genannt, im Zusammenhang mit der Beurkundung einer Schenkung. Bis 1131 gibt es weitere Erwähnungen dieses Retherus.
- 1167 bis 1182: in dieser Zeit gibt es mehrere Erwähnungen, von Leonius de Hulsen und Johannes de Hulse.
- 1222 bis 1277: weitere Mitgliedes des Hülser Hauses sind dokumentiert, so Herimannus, Henricus (miles = Ritter), Geldolfus (frater), Johannes und Gozwinus.
- 1288: Ritter Gottfried von Hüls wird als Vasall des Erzbischofs Siegfried von Westerburg in der Schlacht von Worringen gefangen genommen. Am Fuße der Tönisberger Höhen befindet sich in einem Stichweg zur Biegung der B9 ein Erinnerungsdenkmal an den sogenannten Vertrag von Vinnbrück, in dem sich der Ritter Gottfried (neben anderen) als Vasall an den Kölner Erzbischof band.

Seit 1308 bis zur 1565 verstorbenen Katharina – mit ihrem Gemahl Godert Haes letzte Herrin in Hüls – sind alle Namen der in Hüls ansässigen Linie lückenlos nachgewiesen (erste Jahreszahl jeweils erste bekannte Nennung):
- 1308/24: Geldolf (I) von Hüls, Drost zu Liedberg
- 1343: Walrave von Hüls ⚭ Stine von Kessel
- 1363: Geldolf (II) von Hüls ⚭ 1365 Jutta von Rode (auf Haus Rath bei Krefeld-Elfrath)

(Geldolf II stiftet im Jahre 1398 ein Grundstück zur Errichtung des Beginenklosters „Klausur“)
Geldolfs Bruder Matthias verpfändete sein 1363 erhaltenes Erbteil, die „Moersische Straße“ mit der so genannten Papenburg, um 1410 an die Grafen von Moers – woraus in späteren Jahren besitzrechtliche und religiös motivierte Verwicklungen entstehen sollten.
- 1392: Friedrich (I) von Hüls 1. ⚭ Agnes de Rade, 2. ⚭ Jutgen van Hogepath
- 1417: Geldolf (III) von Hüls ⚭ Katharina von Stammheim

(Geldolf III setzt 1428 die Statuten fest für ein weiteres Beginenkloster, das etwa 1420 erbaute „Cäcilien-Konvent“).
(zur Zeit Geldolf III erfolgt um 1434 die Konsekration (Weihe) der Hülser Pfarrkirche – ein Neubau oder eine Erweiterung der alten Kirche)
(Geldolf III erbaut 1443 die Hülser Herrenmühle, eine Windmühle in der Feldflur auf dem Wege nach Kempen; später kam eine Rossmühle hinzu)
- 1445 Friedrich (II) von Hüls 1. ⚭ Eva von Harff, 2. ⚭ Johanna von Boedberg

(Friedr. II ist der Erbauer der heutigen 2ten Burg, deren Bau 1455 durch den Erzbischof genehmigt wird)
- 1474 Friedrich (III) von Hüls ⚭ 1488 mit Petronella Schenck von Nideggen – mit dieser Heirat kommt eine Hälfte der Herrlichkeit Walbeck an Hüls.
- 1488 Katharina von Hüls und Walbeck ⚭ 1517 Godert Haes von Conradsheim zu Sollbrüggen

(in die Kindheitszeit der Katharina fällt 1492 der Hexenprozess, bei dem die Magd Nesgen tho Range vom Inrath zum Tode auf dem Scheiterhaufen verurteilt wird)

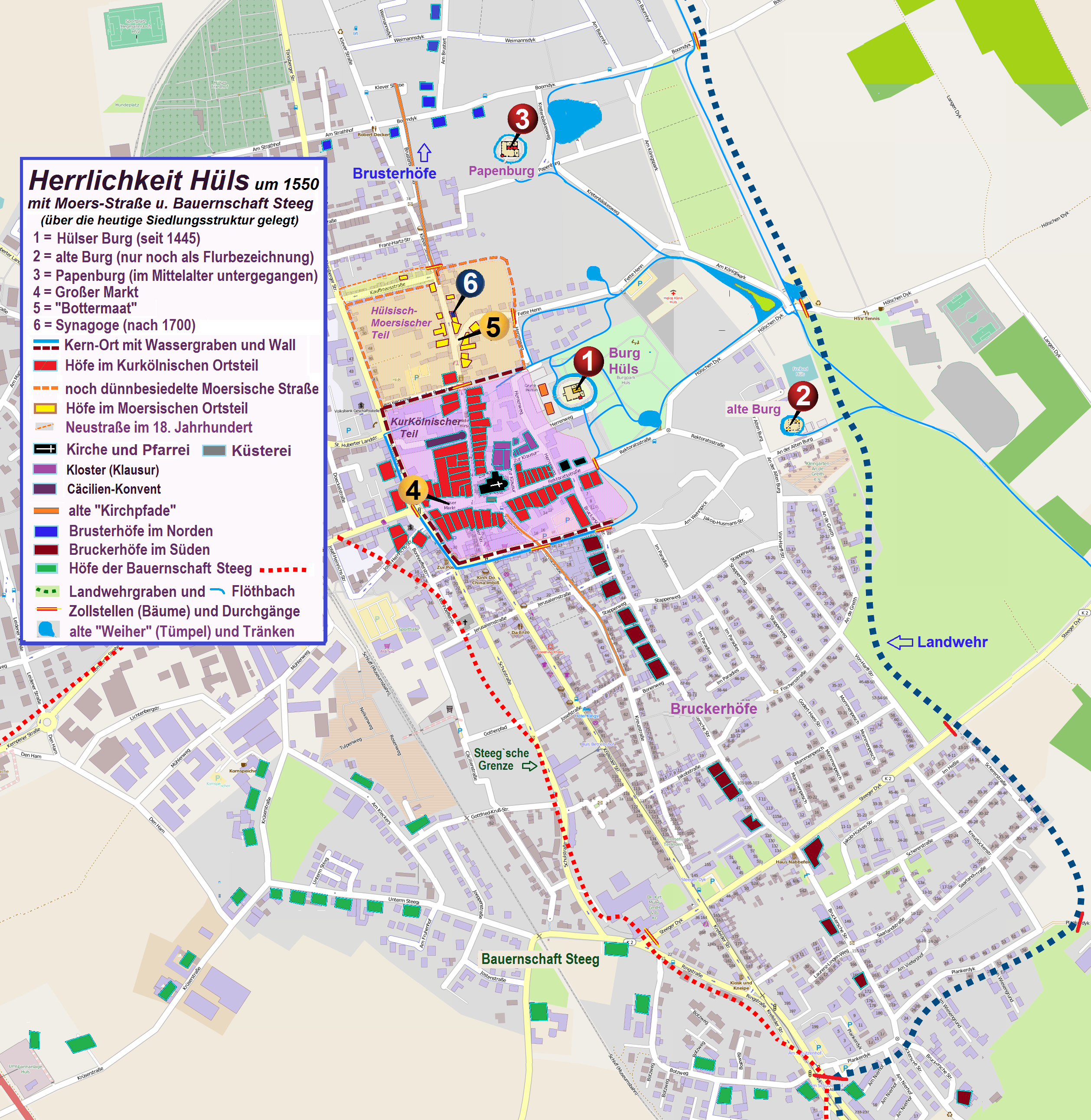
Besiedelung der Herrlichkeit Hüls im 16./17. Jahrhundert; der kurkölnische Ortskern wurde bereits ab 1300 intensiv besiedelt, der darüber liegende Moersische Ortsteil erst ab dem 16. Jahrhundert; die Bauernzeilen am Brustert und an der Bruckerschen Straße sowie die Bauerschaften Steeg und Orbroich sind bis ins Jahr 1400 zurückverfolgbar – Skizze und Angaben nach Lichtenberg/Kaiser.

Katharinas Ehemann Godert Haes entstammte einer angesehenen Adelsfamilie – Amtmänner und Juristen – von Haus Sollbrüggen in Krefeld-Bockum; durch geschickte Rechts- und Erbgeschäfte verstand er es, das Vermögen und die Ländereien des Hauses Hüls zu erweitern – so kam die Familie in den Besitz der Burg Steprath bei Walbeck. Katharinas Ehe blieb kinderlos – ihr Ziehsohn „Valenus“ von Geldern (leiblicher Sohn einer Cousine der Katharina) konnte später wegen Erbstreitigkeiten das ihm zugedachte Erbe nicht antreten.
Godert Haes war Gefolgsmann des Kurfürsten/Erzbischofs Hermann V. von Wied, der nach erfolglosen reformatorischen Bestrebungen auf Druck durch Papst und Kaiser sein Amt niederlegte. Auch der Hülser Ritter Haes war als Förderer der Reformation bekannt. Über ihn ist überliefert, dass er mehrfach die Schwestern des Cäcilienkonvents wegen religiöser Differenzen drangsalierte. 1559 beschwerten sich die Pfarrer von Hüls und umliegender Orte darüber, dass der Hülser Herr auf seiner Burg Wiedertäufern Gelegenheit zur Predigt vor größerem Publikum gegeben habe. Unbelegt ist die Überlieferung, wonach Godert Haes die Hülser Fronleichnamsprozession durch Waffengewalt zu verhindern versuchte und daran nur durch die Steeger Schützenbruderschaft gehindert wurde.
Bei der Abfassung seines Testamentes im Jahre 1544 waren als Zeugen namhafte Förderer der Reformation zugegen, u. a. Bertram von der Lipp genannt Hoen (Drost zu Krefeld) und Cornelius von Boedberg (Erbmarschall des Herzogtums Geldern). Auch zu dem der Reformation zugeneigten Kempener Statthalter des Kurfürsten, Amtmann von Rennenberg, sowie zu dem im Jahre 1560 sich offen zur Reformation bekennenden Grafen Hermann von Moers unterhielt der Hülser Herr gute Beziehungen. Die Moerser Grafen förderten die Reformation auch in dem 1363 an sie gekommenen nördlichen Ortsteil, genannt die Hülsisch-Moersische Straße.
1563 stirbt Godert Haes im Alter von 70 Jahren. Seine Witwe lässt seinen Epitaph (Grabstein) in der katholischen „Moderkerk“ errichten. Nach dem Abriss dieser alten Pfarrkirche wird der Grabstein zuerst an der Burgruine, später an der Konventstraße aufgestellt, wo der Sandstein schnell verwitterte und irgendwann verlustig war. Lange verschollen, ist der Stein in den Jahren nach 2010 wieder aufgefunden worden und so weit es geht restauriert.
Zwei Jahre nach ihrem Gemahl stirbt Katharina (etwa 70 Jahre). In ihrem Testament hat sie ihren Ziehsohn und Patensohn Goderts, Valenus (Weilland) von Geldern, Sohn ihrer Cousine Adelheid zu Arcen und des verstorbenen Reyner von Geldern zum Erben bestimmt. Valenus kann sein Erbe aber nicht antreten, da einige Verwandte der Hülser Linie (Bernhard und Johann von Hüls zu Haus Rath bei Elfrath) die Burg besetzen. Valenus versucht – vergeblich – in einem Verfahren seine Ansprüche durchzusetzen; offenbar verstirbt er kurz danach.

### Hüls – kurkölnische Unterherrschaft
Obwohl kurkölnische Unterherrschaft, handelte es sich nicht um ein erzbischöfliches Lehen, wenngleich es ein lehensähnliches „Dienstverhältnis“ der Hülser Herren gegenüber Kurköln gab. Dass die Hülser Herrschaft über ihren Eigenbesitz unabhängig vom Kurfürsten verfügen konnte, zeigt sich u. a. in der Übertragung eines Teils des Ortes (im Zusammenhang mit Erbteilungen um 1360) als „Moersische Straße“ an die Grafen von Moers.

#### Gemeinwesen und Gerichtsbarkeit
Den Hülser Herren standen von Anfang an gewisse Gerichtsrechte zu (die niedere Gerichtsbarkeit) über die Leute, die sich seit 1300 auf ihrem Allod im Schutz der Burg ansiedelten. Der Erzbischof behielt in der Hülser Schöffenbank jurisdiktionelle Präsenz: ein Vogt als schweigender Richter, wobei dem von der Hülser Herrschaft eingesetzten Schultheißen der Vorsitz zukam. Zwei von den sieben Schöffen (Hyen) mussten von den sechs in Hüls liegenden Gütern des Kurfürsten kommen. Von den Bußen erhielt der Erzbischof das sogenannte „Vogtsdrittel“, die Hülser Herrschaft zwei Drittel – gleiche Aufteilung galten für Marktzölle und Brüchten (Strafgelder) die während der beiden Jahrmärkte anfielen. Dem Kempener Amtmann des Kurfürsten oblag die Hinrichtung von in Hüls verurteilten Missetätern. Zeitweise waren den Hülser Herren auch die Rechte zur hohen Gerichtsbarkeit verpfändet, so zwischen 1489 und 1574 – in diese Zeit fiel der sogenannte „Hülser Hexenprozess“. Die Hülser Bewohner mussten dem „Glockenschlag“ (dem Aufruf zum Wehrdienst) zum Landesaufgebot folgen.
Obwohl Hüls nie zur Stadt erhoben wurde, verfügte der Ort über stadtähnliche Strukturen und Rechte, u. a. für Wochenmärkte und zwei Jahrmärkte. Im 15. Jahrhundert wurde der Ort mit umlaufenden Gräben versehen und im 16. Jahrhundert mit Wällen und Toren gesichert, wobei beide Ortsteile, der Hülsisch-Kurkölnische „Kern“ wie auch die „Moersische Straße“ durch eigene umlaufende Gräben voneinander getrennt und durch Tore und Übergänge miteinander verbunden waren.
Aus Gerichtsakten ist u. a. überliefert:
- 1387: Geldolf von Hüls hat „Tielken Melgs zu hulse doitgeschlagen“ – der Erzbischof spricht ihn von jeglicher Schuld frei.
- 1462: ein Weistum des Kempener Schöffengerichtes bestätigt die Hülser Gerichtsrechte.
- 1489: Erzbischof Hermann von Hessen verpfändet für 600 Gulden die Hohe Gerichtsbarkeit an Hüls – bis zur Einlösung 1574 (damit sind auch Kapitalverbrechen in Hüls verhandelbar, u. a. der Hexenprozess gegen Nesgen tho Range)
- 1491: Friedrich von Hüls kauft vom Deutschen Orden ehemalige Güter des Hauses ter Aare (Traar).
- 1492: Hexenprozess gegen Nesgen (Agnes) tho Range vom Rangeshof am Inrath, einem an Hüls abgabepflichtigen Hof. Sie erklärt unter Folter, je drei Haare von Frauen, Kühen und Schweinen sowie drei Eier als bösen Zauber unter den Dörpel (Steig) von zwei Höfen, über den Vieh getrieben wurde, gelegt zu haben und mit dem Teufel zum Hülserberg und auf Burg Crakau nach Krefeld geritten zu sein. Obwohl sie am Brandpfahl widerruft, bestätigt das Kempener Gericht das Urteil und sie wird als Hexe auf dem Scheiterhaufen verbrannt.
- 1566: Die Hülser Schöffen erklären, dass es in Hüls „von alders her“ zwei Jahrmärkte (twe frayhidenn) gibt – zu St. Valentin und zu St. Vitus, jeweils drei Tage davor und danach.
- 1574: Erzbischof Salentin von Isenburg löst die seit 1489 an die Herrschaft von Hüls verpfändete Hohe Gerichtsbarkeit wieder ein.

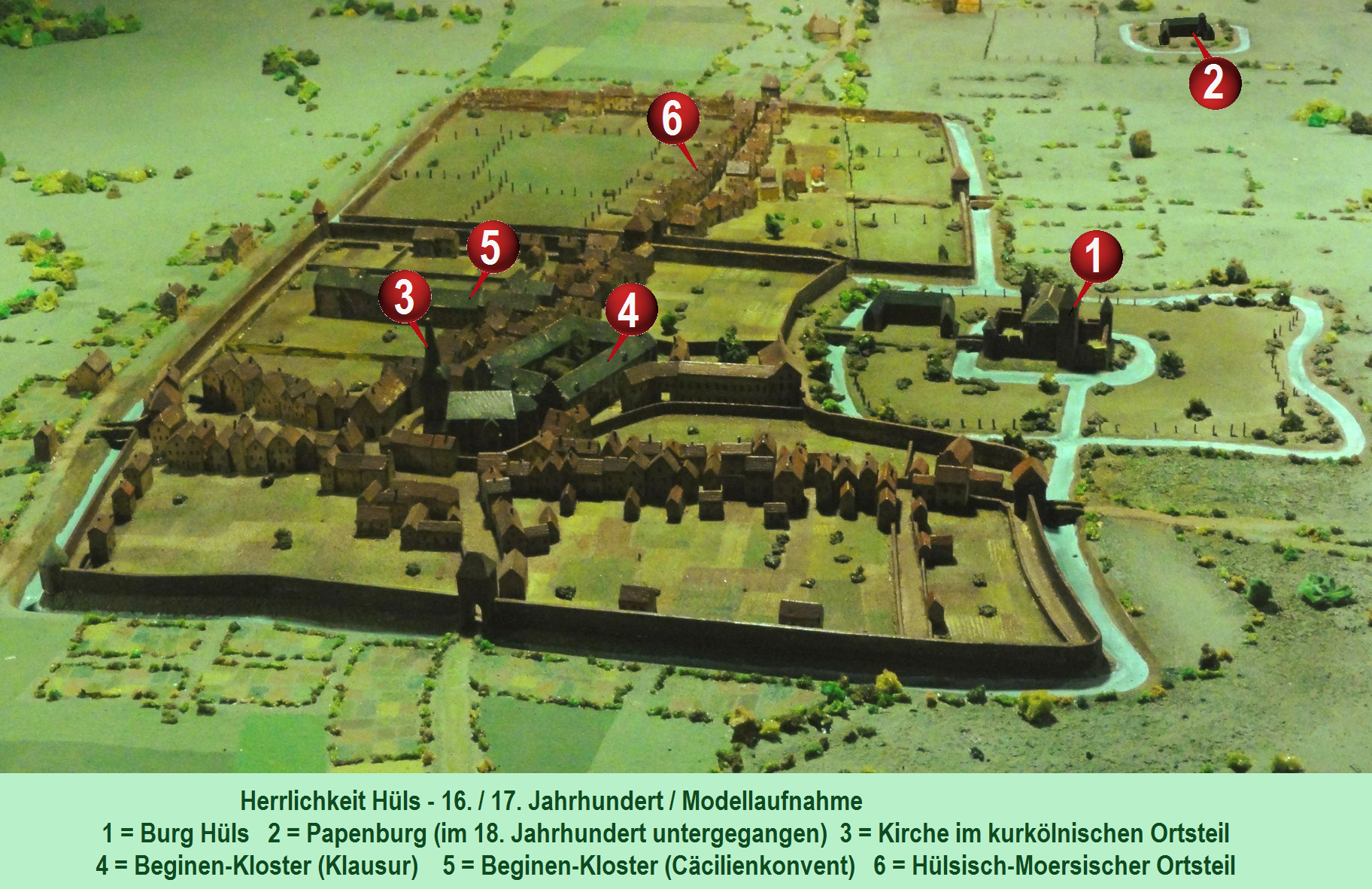
Modell der Herrlichkeit Hüls (Krefeld) aus dem Museumszentrum Burg Linn – zeigt den Ort nach 1600

##### Landwehren
Im 13./14. Jahrhundert wurden im ganzen kurkölnischen Lande „Landwehren“ (Gräben, Wälle und Strauchhecken) gegen feindliche Übergriffe angelegt, so um 1372 auch in Hüls. Die Hülser Landwehr verlief von der Honschaft Benrad kommend zur Bruchniederung, folgte dem Flöthbach an der „Greith“ entlang nach Norden (heute fließt dieser Bach – mundartlich auch „Dreew“ genannt – zum Teil im alten Landwehrgraben). Die Hülser Landwehr hatte mehrere Durchlässe („Bäume“) die von Baumwärtern bedient wurden:
- Vinnbrücksbaum (heutige Kleverstr., B9)
- Laackbaum (Lookdyk)
- Hülserbaum (Boomdyk)
- Ratschen Baum (Steeger Dyk)
- Bovisbaum (alte Landstr. nach Krefeld)
- Wintersbaum (Drügstraße)

### Kirche und Klöster
Das erste Gotteshaus war vermutlich die Burgkapelle. Um 1300 wurde eine (kleine) Kirche zu Ehren des heiligen St. Cyriakus am Markte erbaut, diese seit 1434 erweitert und in 1483 mit einem Glockenturm versehen. Im Jahre 1496 wurde die Kirche bei einem Unwetter stark beschädigt. Die Kirche war bis ins 16. Jahrhundert eine Tochterkirche von Kempen. Nach Brandschatzungen und Unwettern gab es mehrere Wiederaufbauten, bis 1870 die heutige große Pfarrkirche entstand.
Folgende wichtige Eckdaten zur Kirchengeschichte sind bis in die Zeit der Katharina von Hüls urkundlich erwähnt:
- 1188: Nachrichten über eine Burgkapelle in Hüls und im zur Hülser Herrschaft zählenden Eppinghoven
- 1255: als geistlicher Herr wird Rudolf (sacerdos) zu Hüls genannt
- 1300: eine kleine Kirche zu Ehren des heiligen Cyriakus wird am Merkt errichtet
- 1336: die Hülser Pfarre verfügt über einen eigenen „Sprengel“ und ist damit „Kirchspiel“ dessen Zuständigkeit über den Rahmen der Herrlichkeit Hüls hinaus auch umliegende Bauerschaften umfasst.
- 1337: ein Rektor Leo aus Hüls tritt in das Kloster Kamp ein
- 1375: ein Cyriakus-Altar in Hüls wird erwähnt, später folgt ein Katharinen-Altar
- 1434: Konsekration / Weihe der Hülser Pfarrkirche; vermutlich Erweiterung oder Neubau an der Stelle der bisherigen kleinen Kirche.
- 1468: in diesen Jahren war Kempen noch die Mutterkirche: todkranken Hülsern wurde ihre letzte Ölung von Kempen aus gespendet. Für das Jahr 1500 ist für die Hülser Pfarre das Cyriakus-Patrozinium bezeugt.
- 1481: ein Pfarrer Wilhelm von Hüls wird erwähnt als Altarist am Cyriakus-Altar – möglicherweise ein Verwandter der Hülser Ritter.
- 1483: ein neuer Glockenturm wird errichtet
- 1496: der Kirchturm stürzt bei Unwetter ein, zerstört auch die Kirche – anschließend Wiederaufbau.
- 1500: Es erfolgt die Loslösung von der Kempener Mutterkirche. Die Pfarre verfügt jetzt über einen Teil des sogenannten „Zehnten“ – es gibt 6 Altäre: St. Cyriakus, Katharina, heiliges Kreuz, Sebastianus, Antonius und Muttergottes; neben dem Pfarrer sind mind. 3 Vikare tätig. Es werden 700 Kommunikanten gezählt.
- 1529: Johannes Ingenray vom Brusterhof (in gen Rade) wird 33. Abt von Kloster Kamp. Er stirbt 1563. Sein Wappen: zwei Hülsdornblätter (Stechpalme).
- 1569: In der Hülser Kirche wurden „von Ketzern“ Bilder zerstört.
- 1585: im Truchseßischen Krieg wird die Kirche gebrandschatzt und es gibt einen größeren Neubau.

#### Hülser Tertiarinnen-Klöster
In Hüls gab es seit dem Ende des 14. Jahrhunderts zwei Frauen-Klöster, die beide als sogenannte Beginenhäuser ihren Anfang nahmen und deren Schwestern im Laufe der Zeit als Tertiarinnen die „dritte Regel des heiligen Sankt Franziskus“ annahmen.
Beide Hülser Klöster waren nicht unvermögend; 1513 waren sie in der Lage, der Herrlichkeit Krefeld ein größeres Kapital von etwa 150 Goldgulden – gegen Verzinsung von jährlich 5 % – zu leihen.
1802 wurden beide Klöster von den Franzosen „aufgehoben“.

##### Die Klausur (Kluus)
Im Juli 1398 beurkundete der Kölner Erzbischof den Beginen Gertrud von Limburg und Odilia von Goch die Erlaubnis zur Errichtung einer Klause (reclusorium) – in Hüls Kluus genannt. Den Platz dazu schenkte der Knappe Geldolf von Hüls den Inklusen (clusenerse), die in der Folge Beginen genannt wurden – Ordensfrauen ohne Ordensgelübde. Dem Rektor der Hülser Pfarre wurde erlaubt, das Seelenheil der Frauen zu überwachen. Ein direkter Übergang zur Pfarrkirche wurde angelegt.
Zwischen 1474 und 1476 nahmen die Beginen der Klausur die „Dritte Regel des heiligen Sankt Franziskus“ an, die sogenannten Tertiarinnen-Regel, verbunden mit der Unterstellung unter das 1401 gegründete und auf heilkundliche Tätigkeit ausgerichtete Hauptkloster der Regulartertiaren St. Nikolaus in der Trift in Bedburdyck (bei Neuß).
- 1482 verselbständigt sich die Klausur von der Hülser Pfarre; die kleine Klosterkapelle erhält eigene kleine Altäre, es gibt einen eigenen Friedhof.
- 1486 erhält die Klausur das Recht zur Gewährung eines 100-Tage-Ablasses für Besucher der Klosterkapelle.
- Bis 1507 erfolgen kontinuierlich Erweiterungen des Klostergeländes. Neben der Pflege ihres religiösen Wandels nach den Ordensstatuten, widmen sich die Schwestern der Nächstenliebe, nehmen (gelegentlich gegen Vermachung von Hab und Gut) Leute auf, die sich nicht mehr selbst versorgen können. Einnahmen gibt es aus Landbesitz, Verarbeitung von Flachs und Schafswolle und durch selbstgebrautes Bier.
- 1548 wird die Klausur durch einen Brand (vom Nachbarhaus übergreifend) weitgehend zerstört; anschließend wieder aufgebaut.

##### Das Cäcilien-Konvent
Um 1420 fand sich in Hüls eine weitere Beginengemeinschaft zusammen. Eine Stine Heilweghs übertrug ihren Grundbesitz an die Begine (baguta) Hilla van Stroe, Sachverwalterin des Beginen-Konvents. Der Haagsche Hof in Kapellen gehörte dazu. Unmittelbar nach der Gründung nahmen die Schwestern die „Dritte Regel des heiligen Franziskus“ an.
- 1427 überträgt der Hülser Ritter Geldolf den Beginen einen Garten hinter dem Konvent. Es gibt zu diesem Zeitpunkt etwa 18 bis 20 Schwestern. Das Konvent wird – wie die „Klausur“ – der Aufsicht des Tertiarenklosters bei Bedburdyck unterstellt.
- 1461 wird die Kapelle des Convents eingeweiht; es gibt jetzt auch einen eigenen Friedhof und ein Ablass von 40 Tagen wurde verliehen.
- 1468 wird das Kloster eigenständig und trennt sich von der Hülser Pfarre. Auch das heilige Öl zur Krankensalbung wird jetzt in der Klosterkapelle aufbewahrt.
- 1523 am 15. August gibt es einen Blitzeinschlag im Konvent, wodurch weite Teile zerstört werden. Der Wiederaufbau erfolgt bis 1524.
- 1549 wird das durch Unwetter zerstörte Webhaus wieder in Betrieb genommen

Die Nonnen bestritten ihren Lebensunterhalt mit Weben und anderen textilen Arbeiten; Grundbesitz und die Aufnahme von Pflegebedürftigen und Kostgängern gegen testamentarische Legate brachten weitere Existenzmittel.

### Schützenwesen
Im Kirchspiel Hüls sind für das 15./16. Jahrhundert Gründungen von mindestens 3 Schützenbruderschaften nachgewiesen:
- 1464: St. Sebastianus Schützenbruderschaft Hüls
- 1537 Steeger Junggesellenschützenbruderschaft „Wohlgemuth“
- 1597 Orbroicher Junggesellenschützenbruderschaft St. Kilian

Nach der Überlieferung gab es im Jahre 1475 einen Gründungserlass des Kölner Erzbischofes zum Schützenwesen; wobei zu dieser Zeit die „Sebastianer“ in Hüls bereits gegründet waren. Gemäß Ausführungen des früheren Hülser Pastors Edmund Göhn hat es „in dat Kirspel Hulse vyff Broderschafte“ gegeben, nämlich außer den genannten noch:
- die Hülser Junggesellen
- die Gastendonker Bruderschaft

Die als katholische Gemeinschaften gegründeten Schützenbruderschaften waren zwar (auch) Vereinigungen der Geselligkeit, aber hatten ihre Aufgaben im Gemeinwesen, von Feuerbrunsteinsätzen über den Geleitschutz bei Prozessionen bis zur Landwehr. Etymologisch kommt das Wort „Schütze“ von „Schießen“ und nicht von „Be-schützen“. Tradition haben das „Ausschießen“ des Schützenkönigs und das über Generationen gepflegte Schützensilber. Überliefert – aber nicht belegt durch Dokumente – ist der Einsatz der Steeger Schützenbruderschaft gegen den Hülser Ritter Godert Haes, als dieser um 1550 herum versuchte die Fronleichnamsprozession in Hüls mit Waffengewalt zu verhindern.

### Hülsisch-Moersische Straße bis 1565
Eine Besonderheit war der nördlich des Kernortes liegende Bereich, die ab 1412 so genannte „Hülsisch-Moersische-Straße“ die besitzrechtlich – und aus Sicht der Grafschaft auch „landeshoheitlich“ – an die Grafschaft Moers kam und damit nicht mehr unmittelbar zur Herrlichkeit Hüls zählte.
Matthias von Hüls, der Bruder des Ritters Friedrich, hatte seine 1363 ererbten Güter (die Papenburg und zugehörige Ländereien) spätestens bei seinem Tode im Jahre 1412 an die Grafen von Moers vermacht. Diese übertrugen es 1600 an die Oranier als Nachfolger der Grafschaft Moers, danach kam es 1702 an deren Nachfolger Preußen. Nennenswert besiedelt wurde das Gebiet erst nach dem 15. Jahrhundert, u. a. von Glaubensflüchtlingen aus anderen Gebieten – bis 1715 hatte die kleine Exklave 60 Familien, davon 5 evangelische, 16 mennonitische und einige jüdische Familien. 1798 wurde die „Moersische Straße“ mit dem kurkölnischen Kernort Hüls von den Franzosen vereinigt.
- 1363: In der Erbteilung dieses Jahres werden Matthias von Hüls (dem Bruder des Ritters Friedrich) aus dem Erbe elf Liegenschaften zuerkannt, neben einigen Gütern in der Honschaft Benrad und der Herrlichkeit Krefeld auch der „Hof an gen Eynde“ (die Papenburg) nördlich im Kirchspiel Hüls gelegen, mitsamt Ländereien.

- 1412: Die (nördlich der heutigen Straße „Am Beckshof“ beginnende) „Moersische Straße“ war zunächst Acker- und Weideland und wurde erst nach 1450 Zug um Zug besiedelt – vermehrten Zustrom gab es nach der um 1517 einsetzenden kirchlichen Reformation durch an anderen Orten vertriebene Lutheraner, Reformierte und auch jüdische Siedler. Die spätere Synagoge lag in diesem Ortsteil.

- 1430: nachdem der „hoff tot Papenborch“ aus nicht bekannten Gründen für einige Jahre geldrisches Lehen ist, wird 1430 Wolter von Hüls (Schultheiß zu Kempen) und sein Sohn damit belehnt. In der nächsten Generation verfügen die Moerser Grafen wieder über die Burg und das Umland.

- 1461: Für dieses Jahr gibt es eine Urkunde, nach der Graf Vinzenz von Moers „Heren Matthes Hoff bej Huls“ auf Wiedererlös an Rudolf Momm verkaufte (Schöffe und Bürgermeister in Arnheim). Ob eine Verbindung zur Hülser Linie Mommen/Momm, ansässig beim heutigen Mommenpesch, besteht, ist nicht bekannt. Das Gut geht danach an die Witwe des Rudolf Momm. Das Rückkaufrecht des Ritters Friedrich von Hüls wird nicht eingelöst. Die Söhne Walram und Rudolf Momm des Arnheimer Schöffen blieben mit Haus Papenburg verbunden.[16]

- 1509: aus der Zeit bis 1529 datieren Urkunden, wonach ein Momm-Erbe (Rudolf aus der Linie Schwarzenstein) und ein anderer Rudolf (aus der Linie Rodentoorn) die Papenburg mit Land wiederum den Moerser Grafen zur Einlösung der Pfandschaft angeboten haben. Diese nehmen an und damit werden Gut und Land endgültig moersisch.

- Die Moerser Grafen sahen ihren Besitz nicht nur unter „besitzrechtlichen“, sondern unter „landeshoheitlichen“ Gesichtspunkte, d. h. sie betrachteten den kleinen Hülser Ortsteil als Grafschafter Enklave im kurkölnischen Gebiet – was von den Hülser „kurkölnischen“ Unterherren nie ganz anerkannt, aber weitgehend toleriert wurde.

- 1567: Die Moerser Grafen erklären, dass die Moersische Straße in die Zuständigkeit des Grafschaft Moerser Gerichtes von Neukirchen gehört – zum Leidwesen der Betroffenen, die im Rechtsfalle den beschwerlichen und unsicheren Weg durch das sumpfige Bruchgelände nehmen müssen.[2]

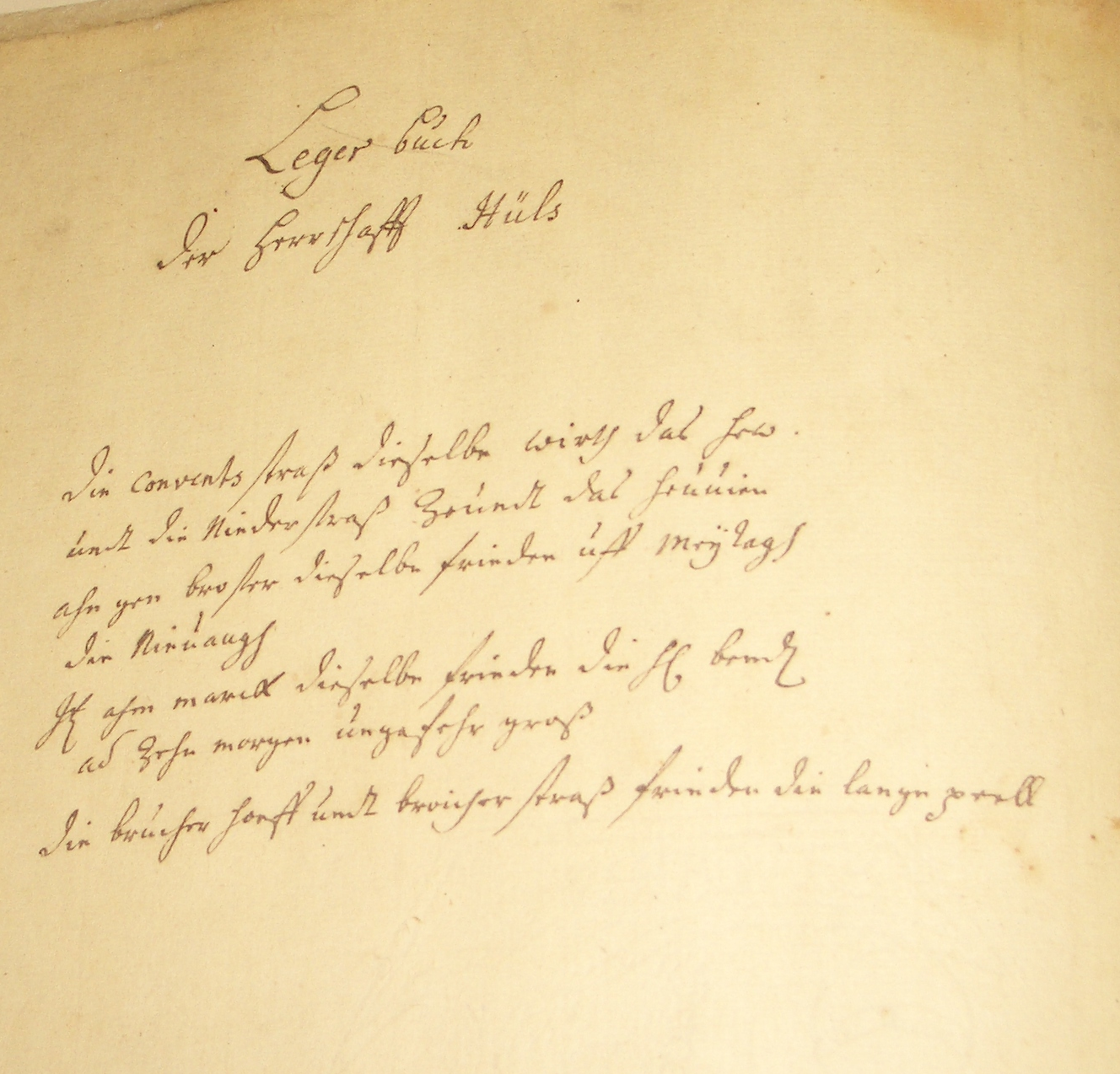
Deckblatt des Lagerbuches Hüls von 1630

## Teil 2: Lagerbuch Hüls von 1630
Die prägende Bebauung des Hülsisch-Kurkölnischen Kernortes mit Markt, Nieder- und Hochstraße war bis 1550 weitgehend abgeschlossen. Bis 1630 entwickelte sich eine weitgehend geschlossene Bebauung. Im Bereich der heutigen Bruckerschen Straße ab Rektoratsstraße entstand in diesem Zeitraum durch Lückenbebauung eine weitere Häuserzeile.
Laut Auswertung der im Hülser Lagerbuch von 1630 bis 1750 aufgeführten Güter, umfasste die Herrlichkeit drei verfassungsrechtlich zu trennende Komplexe (die bis 1661 etwa 110 Höfe mit 800 Einwohnern umfassten); der zersplitterte Besitz von etwa 400 Morgen teilte sich auf in:
A) den Kurfürstliche Flecken Hüls (den Kernort oberhalb der Hülser Burg um den Markt herum)
B) das Siedlungsgebiet der Moersischen Straße mit der Papenburg (der Grafschaft Moers zugehörig)
C) Gehöfte und Ländereien außerhalb der befestigten Ortschaft (Bruckerhöfe, Brusterhöfe) sowie die Bauerschaften Steeg und Orbroich.
Obwohl die Hülser Herrschaft quasi landeshoheitliche Rechte ausübte, erhob sie keine landeshoheitlichen Steuern wie Bede, Simpel oder Schatz – diese blieben dem kurfürstlichen Amte Kempen vorbehalten.
Zu A) Kurfürstlicher Flecken Hüls:
Die Gehöfte des Kerngebietes erstreckten sich seit dem 13. Jahrhundert zwischen der Heerstraße im Westen (heutige Klever Straße) und der ersten seit 1144 bezeugten „alten“ Burg im Bruch (nahe dem heutigen Freibad) im Osten.
Nachdem schon in früheren Jahren eine mit Graben und Erdwall umlaufende Umwallung vorhanden war, wurde mit kurfürstlicher Genehmigung im Jahre 1624 die dörfliche Siedlung mit Gräben, Wällen und Toren umgeben.
- Um 1657 zählte der Ort innerhalb des Kerngevierts 57 Gehöfte. Weitere 18 Hofstätten lagen unmittelbar außerhalb der Wälle.
- Von diesen 75 Höfen waren 57 Leibgewinnsgüter des Hauses Hüls. Die Nachfolger eines verstorbenen Aufsitzers mussten eine Anerkennungsgebühr an die Hülser Herrschaft zahlen, genannt „Behandigung“ – die „erste Hand“ je Morgen Land in der Regel 3 Gulden, die „zweite Hand“ die Hälfte. Des Weiteren war auf St. Margaret (13. Juli) ein „Bautag“ (Hand- oder Spanndienst) zu leisten, sowie waren Naturalabgaben zu verschiedenen Terminen fällig: u. a. auf „Fasteloovend“ Oel oder Wachs sowie Rauchhühner (als Rauchfanggebühr), zu St. Martin (11./12. November) gab man Gänse und/oder Kapaune (kastrierte Hähne).

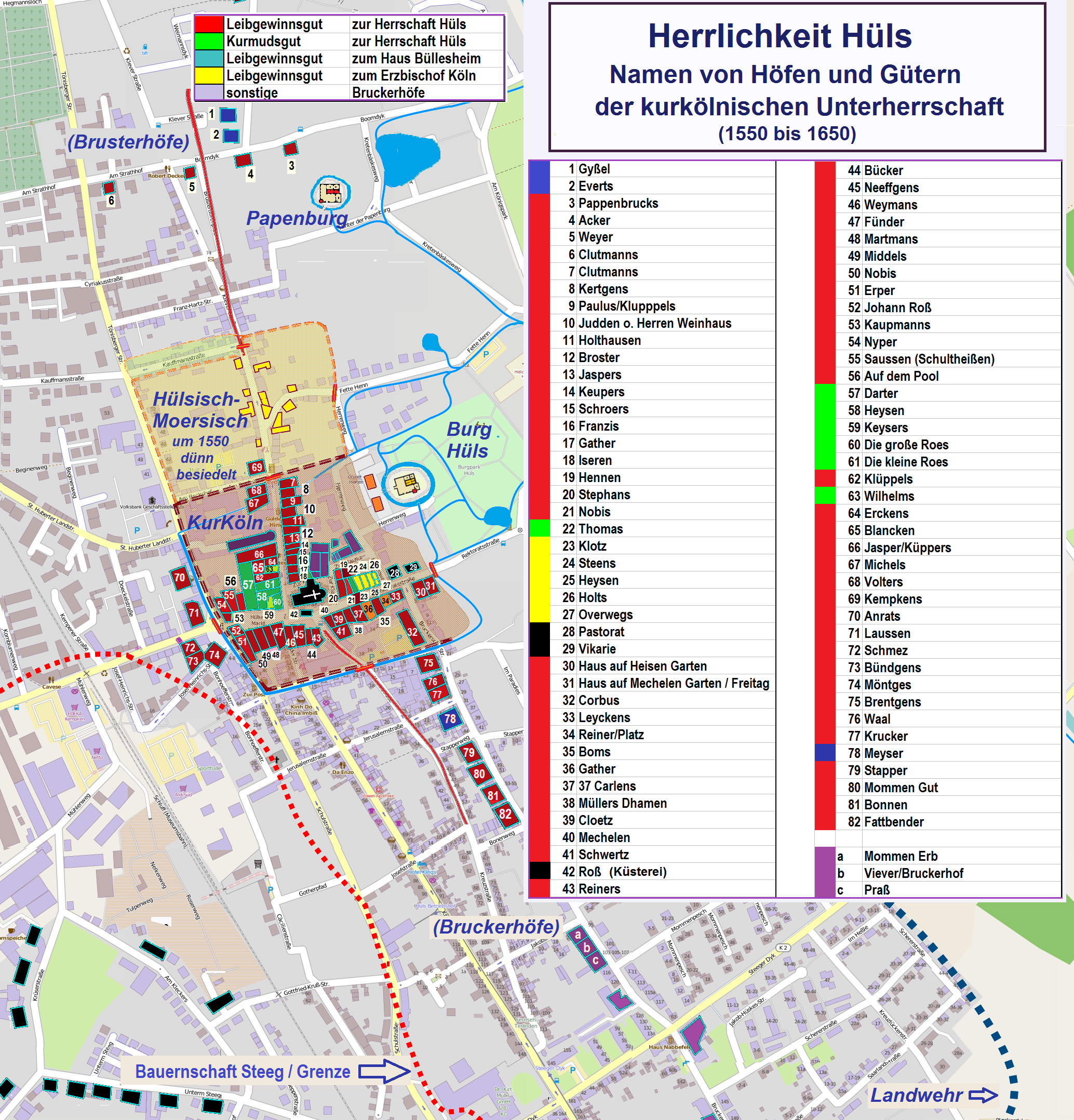
Alte Höfe der Herrlichkeit Hüls (nach 1550) mit Namen der Aufsitzer – Skizze und Angaben nach Lichtenberg/Kaiser/Mellen

- Des Weiteren gab es zehn Kurmudsgüter, wahrscheinlich die ältesten im Ortskern an der Siedlungsachse Konventsstraße liegenden Höfe. Die Kurmud war ein auf den Hof fixierter Abgabenbetrag, der im Todesfalle von den Erben, wiederum „zwei Händen“ (Mann und Frau), zu leisten war: üblicherweise 6 Goldgulden von der „ersten Hand“, drei Goldgulden von der „Zweiten“. Außerdem war das doppelte Quantum an jährlichem „Fahrzins“ zu leisten.
- sechs der Hülser Leibgewinnsgüter waren nicht der Hülser Herrschaft, sondern dem Kurfürsten zugehörig: fünf an der Niederstraße, eines (Mumkens) direkt vor der Mühlenpforte. Sie leisteten ihre Abgaben an die kurfürstliche Kellnerei in Kempen. Von diesen Höfen stammten jeweils zwei von sieben Schöffen in Hülser Gerichtsbänken.

Zu B) Siedlungsgebiet der Hülsisch-Moersischen Straße:
Dieses im Rahmen einer Erbteilung von 1363 zusammen mit der später untergegangenen „Papenburg“ (Hof an gen Eynde) nach 1400 an die Moerser Grafen gekommene Gebiet, schloss sich an den Nordwall (die „Gatz“ – heutige Straße „am Beckshof“) nach Norden an. Dieser Ortsteil ist bis zum 16. Jahrhundert nur spärlich, danach intensiver besiedelt worden. Zur Zeit des Übergangs der Grafschaft Moers an Nassau-Oranien (um 1600) wurde der Ortsteil Sammelbecken für religiöse Flüchtlinge (Lutheraner, Reformierte, Mennoniten, Juden), die mit ihren überkommenen wirtschaftlichen Verbindungen zum Aufschwung des gesamten Ortes beitrugen. Lage und Besitzgeschichte der einzelnen Gehöfte sind erst seit 1674 deutlicher zu verfolgen.
- Die Einwohnerliste von 1665 führt im Hülsisch-Moersischen Ortsteil 53 Haushalte auf, davon neun mennonitische Familien; der Textilsektor ist mit 34 % vertreten, der Handel mit 17 %, das Handwerk mit 15 %, auch die Landwirtschaft mit 15 %. Neben katholischen, mennonitischen und reformierten Haushalten gab es jüdische Familien, von denen einige als Metzger überliefert sind.

Zu C) Gehöfte und Ländereien außerhalb der befestigten Ortschaft:
Die zahlreichen weiteren Hülser Besitzungen lagen über das Umland zwischen Krefeld, Kempen und Moers verstreut. Diese Höfe – die der Hülser Gerichtsbarkeit und dem Landesaufgebot unterstanden – hatten die Hülser Ritter im Laufe der Jahrhunderte durch Aufkäufe und Erbteilungen ihrem Besitz hinzugewonnen. Die wichtigsten dieser Güter sind:
- 41 Güter, die im Prinzip „Hülser Enklaven“ waren. Dazu zählten

- die „Bruckerhöfe“ im Süden
- die Höfe an der „Bruckstatt“ (am Brustert) im Norden – alle zumeist Leibgewinnsgüter.
- als Sonderformen Güter der Honschaften Benrad (mit der Bauerschaft Steeg) und Orbroich

Bei den Abgaben gab es allerdings Ausnahmen:
- Der Broster-Hof war nicht nach Hüls, sondern an das Haus Hülsdonk (bei Willich) dienstpflichtig.
- Sieben weitere Höfe waren ebenfalls für Hüls „dienstbefreit“, zahlten Leibgewinn an die Herren von Quadt-Büllesheim, mussten aber dem Hülser „Glockenschlag“ (Aufruf zur Verteidigung) folgen: Gyßel, Everts, Porth. Meyser, Fattbenders, Schicks, Brucker.
- Vier dieser Güter (Meyser, Fattbenders, Schicks, Brucker) waren sogenannte „teutzsche Goeder“ – sie waren ehemals vom Hause Ter Aare (Traar) dem Deutschen Ritterorden übertragen worden; 1491 erwarb Friedrich von Hüls diese Höfe, die nach dem Tode der Katharina von Hüls (nach 1565) an die Linie Quadt-Wickrath vererbt wurden und von dort an die Linie Quadt-Büllesheim. Die Höfe zählten zur Latschaft des Hofes Perdtsfort im Amte Uerdingen, der ebenfalls ehemals Hülser Besitz war.

- Mehrere Höfe zwischen dem Flecken Hüls und der Herrlichkeit Krefeld, von denen nur vier als Namen überliefert sind: Raedt-Rohr, Plankker (am Plankerdyk), Calweyen-Queryen, die „Mary“ (Meyen). Diese Güter waren Erbzins der Herren von Cloudt (aus Moers), zählten aber zur Herrlichkeit und damit Gerichtsbarkeit von Hüls, hatten auch Knechtsdienste zu leisten und dem „Glockenschlag“ zu folgen.

22 der erwähnten Güter leisteten zwar grundherrliche Abgaben an die Hülser Herrschaft, unterlagen aber nicht der Hülser Gerichtsbarkeit – also zwar dem Hülser „Kirchspiel“ zugehörig, aber nur eingeschränkt der „Herrlichkeit“. Dazu zählten insbesondere:
- Güter in der Honschaft Benrad (mit der Bauerschaft Steeg)
- Güter in Orbroich und weiter entfernt im Amte Kempen

- die wichtigsten davon: Botz, Gather, Stephans, Haesen. Bawens, Neefers, Bleix-Weefers, Krißgens, Enger, Hausmanns, Vein, Klein-Mörter.
- Einige lagen in der Herrlichkeit Krefeld, u. a.: Vang, Strucken, Heucken (am Heukendyk), Wilhelms, Minges, Ploentges, Geremis sowie Ranges (Rangenhof am Inrath, gegen dessen Magd Nesgen tho Range um 1492 ein vielbeachteter Hexenprozess geführt wurde).

### Honschaften und Bauerschaften
Enge Verbindungen gab es von der Herrlichkeit Hüls zu den angrenzenden Honschaften und Bauerschaften.
- Die Honschafdt Benrad (eine Binnenrode) war ein Rodungsgebiet des 11./12. Jahrhunderts. Sie zählte mit im hohen Mittelalter 107 Höfen zu den sechs kurkölnischen Honschaften im Amt Kempen und bestand aus den Bauerschaften:[20]

Steeg
Velthusen
Weiden (Wyden)
Widderath
Bennert
Steeg und Velthusen zählten zum Kirchspiel Hüls, die anderen Bauerschaften zu Kempen und St. Tönis.
- Nördlich von Benrad erstreckten sich die Honschaften Orbroich und Broich – ein Gebiet das vom heutigen Kempener Ortsteil St. Hubert unter Umgehung von Hüls bis zu den Niepkuhlen östlich des Hülser Berges reichte. Der Westteil gehörte zur Pfarre Kempen, der Ostteil zum Kirchspiel Hüls; dieser Teil wurde 1936 – als Bauerschaft Orbroich – von St. Hubert abgetrennt und kam zur Gemeinde Hüls. Nördlich an Orbroich angrenzend lag die Zollstätte Vinnbrück als Grenzschanze zur Grafschaft Geldern.

Seit der Frühzeit gab es Abhängigkeiten der Bauerschaften von der Herrlichkeit Hüls, insbesondere besitz- und abgabenrechtlicher Art. 1816 erfolgte die Zusammenlegung von Hüls mit Benrad zur Bürgermeisterei Hüls; von 1823 bis 1853 bestand eine gemeinschaftliche Bürgermeisterei mit Hüls, Benrad (u. a. Steeg), St. Hubert (Broich/Orbroich) sowie Tönisberg, 1936 erfolgte die Eingemeindung der Bauerschaften nach Hüls.

#### Bauerschaft Steeg
Die Bauerschaft Steeg reichte an das Kerngebiet der Herrschaft Hüls heran, mit ihrem nordöstlichen Zipfel bis nahe an Wall und Graben vor dem Hülser Markt. Zur historischen Bauerschaft zählte insbesondere das heutige Dreieck „unterm Steeg“, „am Kleckers“ und „Krüserstraße“ (mit Nebenstraßen) sowie der Bereich südlich des Steeger Dykes zwischen „Tönisvorster Straße“ und „Krefelder Straße“ und dort das Gebiet „Botzweg/am Schützenhof“.
Aus der Steuerreform 1659–1669 und den zugrundeliegenden Lagerbüchern sind Namen und Lage einer Reihe von Höfen bekannt, die bereits im 14. Jahrhundert existierten, von denen einige aber inzwischen untergegangen sind. Die Steeger Höfe zahlten landesherrliche Abgaben überwiegend als „Schatz“ an das kurkölnische Amt Kempen; daneben Kurmuds- oder Leibgewinnsabgaben an verschiedene Einrichtungen, u. a. an die Herren von Hüls.

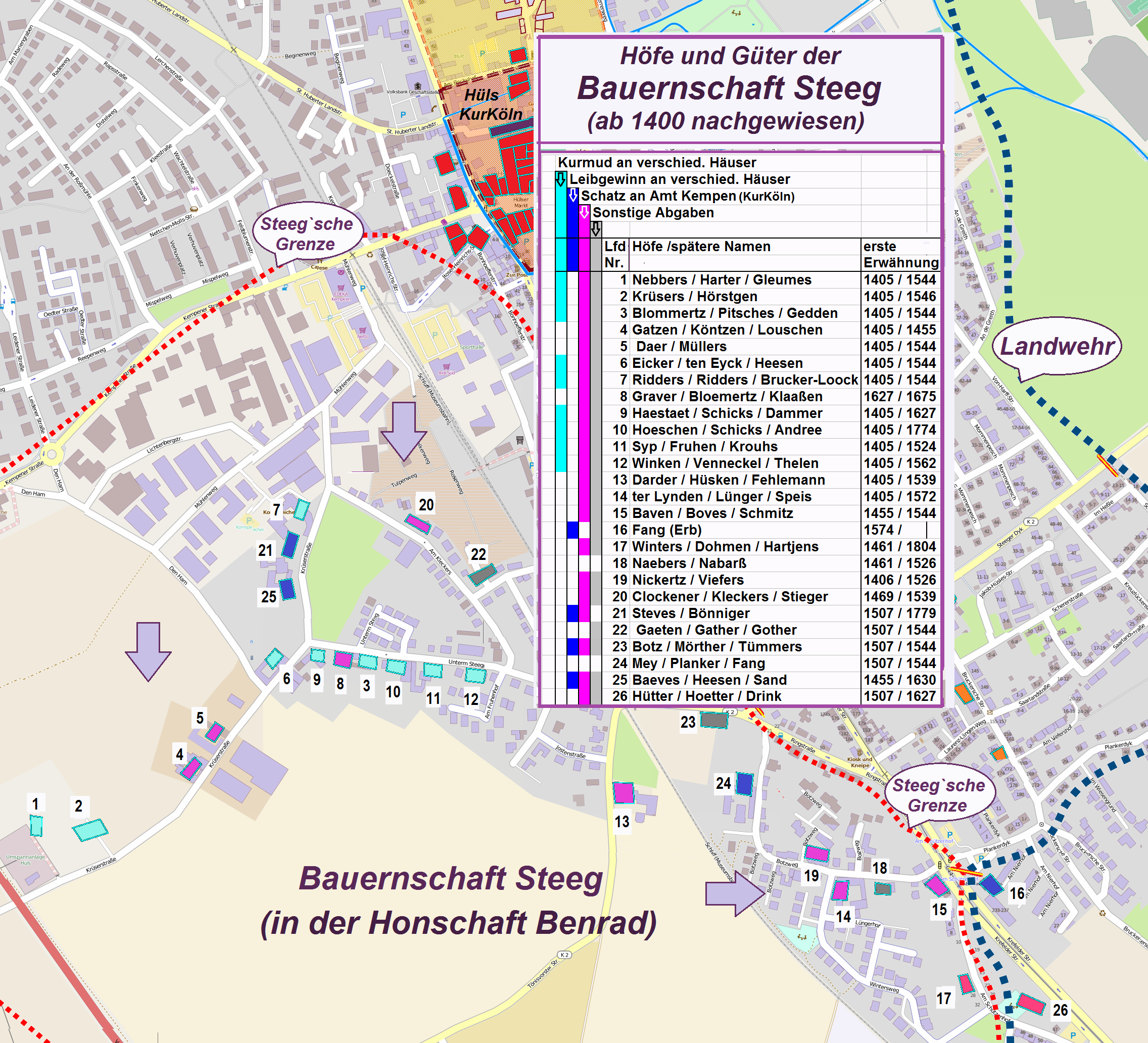
Alte Höfe der Bauerschaft Steeg (Hüls) mit Namen der Aufsitzer, nachgewiesen seit 1400 – Skizze und Angaben nach Lichtenberg

1627 waren die Höfe zu folgender Steuer eingeteilt:
- Pflug = 12 Taler / Halbpflug = 8 Taler / Beilmann = 2 Taler
- Schatz = landesherrliche Grundsteuer
- Kurmud = Abgabe an den Grundherrn beim Tode des Aufsitzers, von den Erben („zwei Händen Mann und Frau“) zu leisten: 6 Goldgulden von der „ersten Hand“, drei Goldgulden von der „Zweiten“.
- Leibgewinn = beim Todesfall musste das Gut von den Erben „von zwei Händen neu gewonnen“ werden (Behandigung) – die „erste Hand“ zahlte je Morgen Land in der Regel 3 Gulden, die „zweite Hand“ die Hälfte.
- Fahrzins = Gefahrenzulage (bei säumiger Zahlung fällig)
- Auffahrt = Besitzwechselabgabe an den Grundherrn
- Urlaub = Erlaubnis zur Heirat (war beim Grundherrn einzuholen)

Zu den „alten Steeger Höfen“ bereits um 1400 urkundlich nachgewiesen, zählen etwa 25 Güter (siehe Karte „Bauerschaft Steeg“), einige davon sind vergangen, andere existieren noch als Gebäude, wenige davon rein landwirtschaftlich genutzt.

#### Bauerschaft Orbroich
Die alte Bauerschaft Orbroich reichte bis zur Vinnbrück, einer Schanze und Zollstelle beim Landwehr-Übergang im Norden von Hüls, der Kurköln vom Herzogtum Geldern trennte. Mit den Jahren entwickelten sich die beiden Bauerschaften Orbroich und Broich zunächst zum Kirchdorf St. Hubert. 1936 wurden wesentliche Teile von Orbroich nach Hüls eingemeindet. 2010 war Orbroich etwa 270 ha groß und es gab noch 9 Landwirtschaftliche und 2 Forstwirtschaftliche Betriebe.
Ein alter Herrensitz am Westrande von Orbroich, das Haus Gastendonk, existierte bereits zur Zeit der frühen Hülser Herrschaft, stand mit dieser allerdings in keiner genealogischen Verbindung.
- Die Gastendonk entstand auf einer Donk (Düne im Sumpf), die Herren von Gastendonk sind erstmals 1274 erwähnt.
- Der Adelssitz mit Herrenhaus, Vorburg und Graben wurde im Moersischen Lehensregister geführt, mit zwei Dritteln des Ridderathschen Zehnten im Kirchspiel Hüls.
- Von Engelbert von Orsbeck kam das Haus an Johann van Eyell, Ehemann seiner Tochter, der 1449 von Moers belehnt wurde. 1622 kam das Haus an Konstantin von Neukirchen (genannt Nievenheim). 1683 wechselte die Gastendonk an Franz-Heinrich von Hemmerich, 1707 an die Familie von Francken-Siersdorpff und später an die Familie von Clave`- Bouhaben.
- Heute wird die – entsprechend umgebaute – Anlage für Wohnzwecke genutzt.[2]

## Teil 3: Herrlichkeit Hüls – das Erbe der Katharina bis zur Franzosenzeit (1815)
Katharinas und Goderts Zieh- und Patensohn Valenus (Weilland) von Geldern – ein Sohn der Freifrau von Arcen, einer Cousine Katharinas – konnte das ihm zugedachte Erbe im Jahre 1565 nicht antreten; der Zugang zur Burg und zu den Gütern wurde ihm von Angehörigen auswärtiger Hülser Linien verwehrt (insbesondere den Herren von Hüls zu Haus Rath bei Elfrath). Er verstarb wahrscheinlich in den Jahren danach.

### Die Erben – auswärtige adelige Verwandtschaft
Das Erbe – und damit die rechtliche Nachfolge über die Herrlichkeit Hüls – wurde um 1570 n. Chr. in 19 Teile aufgeteilt und kam an folgende Häuser:
- 8 Teile an die von Hüls zu Rath (Haus Rath bei Elfrath)
- 8 Teile an die von Harff zu Geilenkirchen
- 1 Teil an die von Palant zu Breitenbend
- 1 Teil an die von Eynatten zu Wiedenau
- 1 Teil an die von Wylich auf Winnenthal

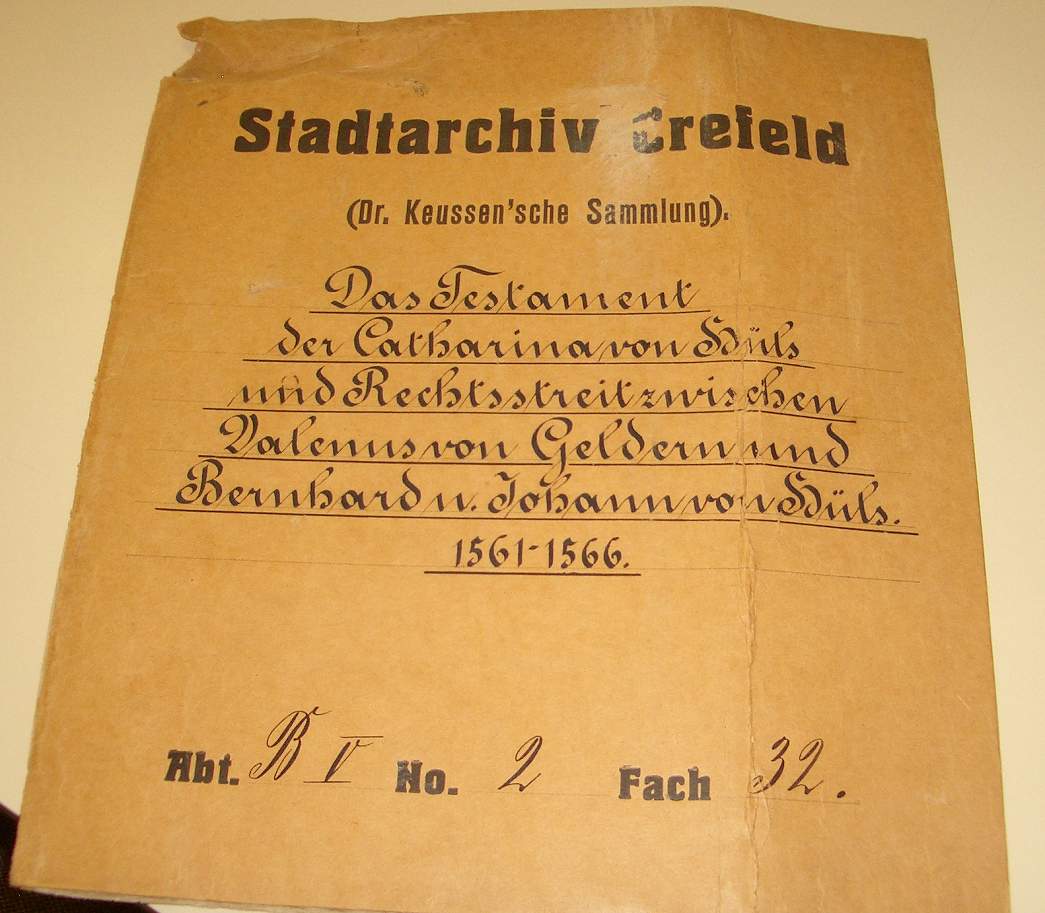
Testament der Catharina von Hüls – verwendet im Jahre 1566 im Erbstreit des Valenus von Geldern gegen auswärtige Ansprüche

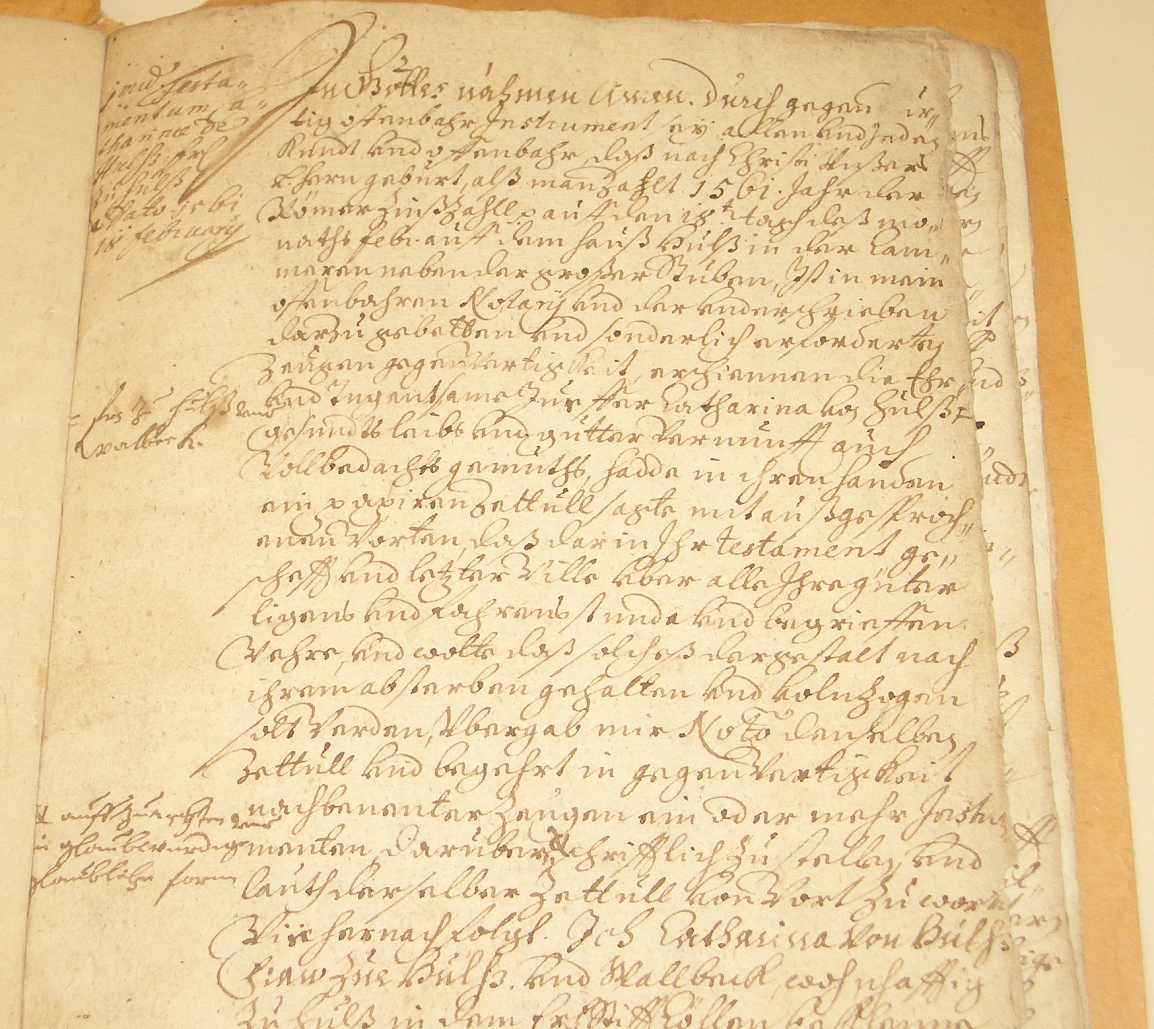
In frühdeutscher Handschrift ausgefertigte Urkunde des Testamentes der Catharina von Hüls – beginnend mit: „in Godtes na(h)men Amen…“

Bis zum Jahre 1794 gab es durch Verkäufe, Eheschließungen und Nachbeerbungen mehrere Verschiebungen in den Anteilen, die sich schließlich wie folgt darstellten:
- 11 Anteile für das Haus von Harff
- 5 1/3 Anteile an das Haus von Kleist
- 2 2/3 Anteile an das Haus von Bourscheidt.

Die Erbengemeinschaft ließ sich in Hüls durch Schultheißen (später Amtmänner) vertreten, die zunächst auf der Burg ihr Amt ausübten, nach dem beginnenden Verfall der Burg aber in den Ort zogen; durch Kriegseinwirkungen, Wetterunbill und durch den „Zahn der Zeit“ verfiel die Hülser Burg immer mehr. Im Jahre 1686 stürzte das Dach ein, worüber der damalige Schultheiß Johann Heinrich Groß berichtete:
- „Anno 1686 uff Pingstnacht is hinden in der großen Küchen alhier uffm Haus die Herdtmawer und Schornstein mit donnergleichem Knall von oben durchs tach, drey sölleren …in die spint hineingeschlagen. Alle Holtz, Stein, Erden, Eisen… utensilia neben lienenwand und 12 und 13 malter Roggen zerschmettert…“[21]

Die Burg zerfiel in der Folgezeit zur Ruine – bis sie in den Jahren 1954 bis 1958 unter Professor Albert Steeger mit Einsatz der Hülser Schuljugend „freigelegt“ wurde. Ab dem Jahre 2000 wurde die Ruine durch Mitglieder Hülser Vereine von Vegetation befreit und Teile des Herrenhauses wieder aufgemauert. 2002 wurde der Turm saniert und schwere Holzdecken eingezogen. Inzwischen sind die Burg und der dahinter liegende Park wieder soweit hergerichtet, dass sie für Veranstaltungen, Open-Air-Bühnen und der Burgturm als Standesamt für Trauungen zugänglich sind.

### Status der kurkölnischen Unterherrschaft unter den auswärtigen Erben
Die Einkünfte der Erbengemeinschaft bestanden aus Abgaben von Häusern und Grundstücken, Leibgewinn- und Kurmudsgebühren, Judentribut und Gerichtsstrafen. Für die Abhaltung des Gerichtes, die Überwachung der Einhaltung von Anordnungen und das Eintreiben der Hebesätze war der jeweilige Schultheiß verantwortlich. Die Liste der eingesetzten Schultheißen bis zum Jahre 1798 ist überliefert:
1600 Johann Bütgen
1639 Melchior Lübler
1677 Johann Heinrich Groiß
1695 Leonhardt Henn
1728 Heinrich Hamecher
1730 Johann Friedrich Doetsch
1745 Engelbert Porth (Holtmann)
1752 Carl Johannes Doetsch
1770 Anno Laurenz Roosen (bis 1798)
Die aus der Zeit bis zur Katharina von Hüls überkommene Struktur des Gerichtswesens blieb erhalten; es gab weiterhin die kurfürstliche Präsenz bei Gerichten – durch einen Vogt als „schweigenden Richter“ – und die Benennung von zwei der sieben Schöffen von kurfürstlichen Gütern.
- Der Simpel war für den kurkölnischen Landesherrn eine der Haupteinnahmequellen, darüber hinaus gab es als Steuer die „Zeell“ und das „Gemeindtsgelt“. Auch mussten die Hülser für das Auskommen der Gemeindebediensteten herhalten, für den Brücken- und Torschließer und den Gemeindeboten (den Hölschen Bott). Außerdem legte der Kurfürst den Bewohnern weitere Dienste auf, einige mussten sich für Spann- und Räumdienste (Bautage) beim Deichbau am Rhein bereithalten. Auch für das kurfürstliche Rathaus in Kempen mussten die Hülser Baudienst leisten. Für die Armen gab es eine Armenkasse, in die ein kleiner Kreis von begüterten Familien einzuzahlen hatte.
- Die Zollstätten wurden ausgebaut. Die an der Vinnbrück, am Laak-Baum und am Hülser Baum (Pait-Brücke) wurden von einem kurkölnischen Zöllner bedient; die Inhaber der Papenburg (Grafschaft Moers, später Oranien), zu deren Liegenschaften die Moersische Straße zählte, erhoben auf der Moersischen Straße einen Zusatzzoll.
- Die Mühlenrechte lagen einerseits bei den mit Pfandbesitz ausgestatteten Hülser Herrschaften, andererseits machte der Kurfürst Ansprüche als Lehensherr geltend – ein ständiger Streitfall.[22]

Die adelige Erbengemeinschaft verteilte ihre Lasten auf die Anwohner bestimmter Straßen:
- die Konventsstraße hatte das Heu zu wenden
- die Niederstraße das Heu einzuzäumen
- die Marktbewohner mussten die Herrenbenden (Bruchweiden) pflegen
- die Bruckerhöfe hatten den „langen Peel“ einzuzäumen.

Hüls war eine Samtgemeinde (Gesamtgemeinde) die neben dem ummauerten Ort auch ländliche Hofzeilen (Brusterhöfe, Bruckerhöfe) umfasste. Die Nachbarschaften waren in „Rotten“ eingeteilt (im Kernort 13, außerhalb 7 Rotten), die für Notdienste und Ordnungsaufgaben zuständig waren, aber auch Pumpen- und Brunnennachbarschaften bildeten. Auch Frauen werden als Mitglieder der Rotten erwähnt. Wichtige Ortsangelegenheiten beriet ein Gremium aus Bürgermeister, Schöffen und Gemeinsleuten, unter Aufsicht des Schultheißen.
Im Jahre 1636 verpfändete der Erzbischof kurfürstliche Herrschaftsrechte an einen der Miterben, Wilhelm von Metternich zu Schweppenburg, der bis 1667 als Pfandherr durch verschiedene Eingriffe im kurkölnischen Ortsteil die örtliche Gewalt ausübte.
Aus 1676 gibt es die Abschrift eines „original brieff der freijheijdt Huls“, in der deren Rechte niedergelegt waren. Stadtrechte besaß Hüls zwar nicht, aber – nach 1600 – einen Bürgermeister. Bereits 1624 hatte der Kurfürst die Sicherung des Ortes durch neue Wälle, Gräben und Tore genehmigt. Hüls verfügte damit, wie die Burg, um eine feste Mauer. Es gab Privilegien für zwei Viehmärkte und zwei Jahrmärkte; solche Freiheiten, die sich zur Stadt entwickeln konnten, nannte man „Marktflecken“. Hüls zählt um 1608 mehr Einwohner als das bereits zur Stadt erhobene Krefeld.

#### Gemeindebesitz und Gemeinwesen
Schon vor 1583 war der Ort mit Gräben und Toren befestigt worden. Nach der zwischenzeitlichen „Schleifung“ durch gegen das aufstrebende Hüls aufgebrachte Kempener Bürger um 1637, wurden die Befestigungen wieder erneuert als
- „ob der Erden aufgeführtes Mäuerlein mit vor den Pforten aufgerichteten Hameyen (Schlagbäumen) umb die streifenden Rotten und Partien abzuhalten“.
- Auch 1659 ist von einer „Festung Hüls“ die Rede, 1671 wurden in Neuß Palisaden zur Verstärkung hinzugekauft.

Teile des Hülser Bruches waren zwar „Gemeinbesitz“ (Allmende) – in Notzeiten privatisierten die Hülser Mitherren allerdings Teile des Gemeindelandes, so gelangte 1660 Land „im broich“ an die Familie Momm/Mommen, denen das dortige Mummen Feyn gehörte (Mommen Venn, heute Mommenpesch – „Pesch“ = Stockholzweide). Die Mommen beteiligten sich dafür am Bau des neuen Kirchturmes. Auch wurden weitere Projekte in Angriff genommen:
- 1649: auf dem Markt wird ein neuer Kax (Pranger) aufgestellt, der dort bis zum 19. Jahrhundert (Franzosenzeit) stand.
- 1661: lt. einer Description zur Landbesteuerung hat Hüls 111 Häuser (inner- und außerhalb des Marktfleckens) ohne Moersische Straße. Die beiden Klöster, Pfarrhaus und Vikarie und das Haus Hüls sind steuerbefreit.
- 1665: auf dem Quartelnmarkt wird ein neuer Brunnen erstellt. Insgesamt gab es 11 Brunnen im Ort.
- 1667: der Schöffe und Kirchmeister Bertram Kauffmanns baut am Markt das Haus Markt 15 mit barockem Stufengiebel. Später wird das Haus von Schultheißen bewohnt und als Schultheißenhaus bezeichnet.
- 1732: Kurfürst Clemens August bestätigt die seit alters her üblichen Pferde- und Viehmärkte an St. Vitus (16. Juni) und St. Nikolaus (5. Dezember) – in 1566 wurden allerdings als Termine St. Valentin (14. Februar) und St. Vitus genannt. 1908 werden die Märkte aufgehoben.
- 1764: Einrichtung von zwei Postwagenlinien durch Hüls (zwischen Köln und Kleve).
- 1797: das letzte Todesurteil am Galgendyk beim Hülser Berg wird vollstreckt (gegen die Räuber Koken aus Vorst und Schink aus Krefeld).

#### Wirtschaft und Handwerk im kurkölnischen Teil
Dominierend war um 1665 in Hüls die Landwirtschaft. Auf dem kurzen Stück zwischen Markt und Gatz gab es im Jahre 1660 des Weiteren sieben Gasthöfe und Wirtschaften – ein Indiz für die Verkehrsbedeutung des Ortes mit Anschluss an die Heerstraße von Krefeld nach Geldern.
Kaufleute sind (bis auf einen mit Tuch und Gewürzen handelnden Krämer Pflipsen) im kurkölnischen Ortsteil vor 1665 nicht nachgewiesen; es gab Bäcker, Fuselbrenner, Bierbrauer, um 1700 bereits Tuchscherer, Leineweber, Wollweber und Schneider sowie 13 Spinnerinnen. Einzelne Töpferfamilien lassen sich zwar schon um 1650 nachweisen, zur Blühte gelangte dieses Handwerk in Hüls aber erst Mitte des 18. Jahrhunderts.
- vier Haushalte waren als sehr vermögend eingestuft (Kauffmanns, Meyser, Boms und Poort – allesamt örtliche Schöffenfamilien mit eigenen Gütern)
- vierundzwanzig Haushalte galten als vermögend,
- achtundvierzig Familien hatten knappes bis ärmliches Einkommen,
- sechsundvierzig waren arm oder sehr arm.[24]

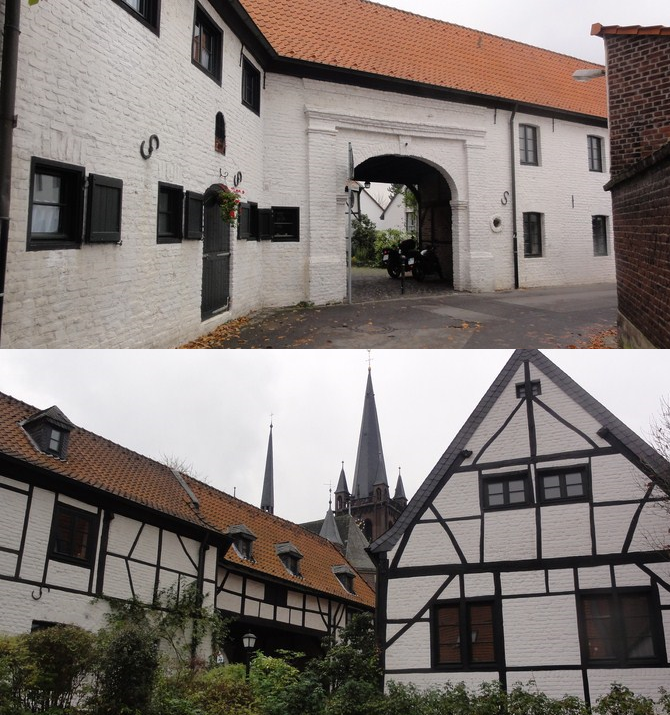
Oben Eingangsbereich des Beginenklosters „Klausur“ – unten Blick vom Innenhof zur Kirche

#### Kirche und Klöster nach 1565
Die Hülser Pfarre (das Kirchspiel) war jetzt losgelöst von der Kempener Mutterkirche mit eigenem Sprengel; das Kirchengebäude und der Turm wurden wegen Wetterunbill und nach Bränden mehrfach erweitert und auch erneuert.
- 1636: Einsturz des Kirchturmes und Wiedererrichtung.
- 1641: Die Hülser Pfarre (das Kirchspiel) hat 800 Kommunikanten. Auf der Moersischen Straße gebe es „6 Ketzer“, im Ort „einen“. Die Kirche hat vier Altäre: Cyriakus, Maria, Katharina und Antonius.
- 1641: Da Krefeld keinen katholischen Pfarrer mehr hat, kommen viele Krefelder zur Hülser Kirche.
- 1642: In der Zeit der Gegenreformation entwickelt sich die Wallfahrt nach Kevelaer, deren manche durch Hüls führen; die von den Hülser Pottbäckern gefertigte „Kevelaer-Madonna“ wird zu einem beliebten zu verkaufenden Bildmotiv.
- 1660: Wiederaufbau des Hülser Kirchturmes, nachdem vorher bereits die Kirche wiederhergestellt worden war.
- 1665: Bau eines Schulgebäudes, das an die Südseite des 1660 errichteten Kirchturms angelehnt wird. Später wird die Wand zur Kirche durchbrochen um den Kirchenraum zu erweitern.
- 1703: Erneuerung des Inneren der Pfarrkirche mit barocker Einrichtung (Altar, Kanzel, Obergestühl).
- 1703: Bei einem Brand werden das Konventskloster und die Konventskirche schwer beschädigt. Anschließend Wiederaufbau
- 1713 bis 1737: die Kirche bekommt eine barocke Innenausstattung.
- 1870: Bau der heutigen großen Pfarrkirche am Ort der alten Kirche.

### Entwicklung des Hülsisch-Moersischen Ortsteiles
Obwohl die Moersische Straße durch Graben und Törchen vom kurkölnischen Teil abgegrenzt war, gab es im Tagesablauf stets gegenseitige Kontakte – allerdings nicht immer freundschaftlicher Art. Da sich – verstärkt während der Zeit der Oranier – religiöse Minderheiten (Reformierte, Anabaptisten = Täufer = Mennoniten, sowie Juden) im Moersischen Teil niedergelassen hatten, kamen neue Verbindungen, Handelsbeziehungen und Ideen in den Ort die zum Aufschwung auch im kurkölnischen Teil beitrugen. Mit „allem mögligem“ wurde gehandelt, in einer Steuerliste wird zum Beispiel der (mennonitische) Händler Lemmen aufgeführt (auch Besitzer des Speickenhofes) als „handelt mit allerlei, so mit Pottasche, mit Stoff, Leinen, Fisch“. Bei den Mennonitenfamilien Simons, Te Neues, Niepers, Flickertz, Selbach und Fenners ist es ähnlich.
Der Kurfürst versuchte vergeblich, die Kontakte seiner katholischen Untertanen „zu dem heillosen Gesindtlein“ einzudämmen und ließ zeitweise das Törchen zwischen den Ortsteilen schließen.
Die kleine Moersische, später Oranisch/Preußische Enklave hatte 1665 etwa 50 Hausstellen, beginnend nördlich von der „Gatz“ (heute: am Beckshof). Die Gatz selbst und die an ihr liegenden Höfe, obwöhl nördlich des Grabens, zählten noch zum kurkölnischen Kernort. Um den Moersischen Teil verlief im 17. Jahrhundert eine Mauer (im Norden noch vor der später angelegten „Neustraße“) – zum kurkölnischen Hüls gab es an der Gatz ein Törchen.
Auch die Papenburg und das umliegende Land mit einigen Katen zählten zum Moersischen Besitz; die daran anschließenden Brusterhöfe waren aber wieder Hülsisch-Kurkölnisches Gebiet. Der Brusterkirchpfad führte durch ein Törchen im nördlichen Moersischen Teil durch diesen hindurch an der Gatz wieder ins kurkölnische Gebiet.
Das moersische Zentrum war der (heute so genannte) Bottermaat von dem die „Fette Henn“ hinunter ins Bruch führte. Vom Bottermaat nach Norden reihten sich, neben Wohnungen katholischer Bewohner, die meisten Häuser mennonitischer, reformierter und jüdischer Familien. Bei den jüdischen Häusern entstand 1680 eine Synagoge (die in der Nazizeit einem Brandanschlag zum Opfer fiel).
Durch das ganze 17. Jahrhundert gab es Streitigkeiten zwischen Kurköln und den Hülser Adelsfamilien einerseits und der Grafschaft Moers bzw. Oranien andererseits um die „rechtmäßige“ Hoheit in diesem kleinen Gebiet. Zumal es eine „politische“ und eine „besitzgemäße“ Komponente gab.
- Walburga von Moers-Neuenahr hatte in ihrem Testament den Prinzen Moritz von Oranien zum „landesherrlichen“ Nachfolger bestellt
- ihre „Besitzungen“ (Höfe, Liegenschaften, auch die Papenburg) vermachte sie aber dem Balthasar von Millendonk. Dieser versuchte zwischen 1600 und 1602 mehrfach sich auch „landesherrlich“ huldigen zu lassen, was die Oranier aber sofort unterbanden und an Stelle des Millendonkschen Prangers einen eigenen setzten.
- 1666 kamen die Millendonkschen Besitzungen als „Nievenheimer Anteil“ an die Witwe des Generalwachtmeisters von Nievenheim – die Moersich-Oranische Oberhoheit blieb davon ünberührt.
- einen eigenen „Bürgermeister“ – den der kurkölnische Teil bereits seit 100 Jahren besaß – erhielt der Moersische Teil im 18. Jahrhundert.

#### Oranierzeit im Hülsisch-Moersischen Teil
Am 28. Oktober 1594 hatte Walburga, Gräfin von Moers, ihre Grafschaft (und damit Krefeld und den nördlichen Teil von Hüls) ihrem Verwandten Moritz von Oranien vermacht mit der Verpflichtung, auch in Hüls die Ziele der Reformation zu fördern.
- Während die Bewohner des kurkölnischen Kernortes an das Hülser bzw. Kempener Gericht gebunden waren, mussten die Bewohner der Moersischen Straße zum Moerser Untergericht in Neukirchen – wozu sie für Verhandlungen das Bruch und sumpfiges Gebiet zu durchqueren hatten.[26]
- Manche Streitfälle wurden zwei Mal verhandelt, einmal in Hüls, ein zweites Mal in Neukirchen, wobei die jeweiligen Unterlegenen oft den Schuldspruch des „fremden“ Gerichtes nicht anerkannten.

- 1674 kam es z. B. zu einem Rechtsstreit zwischen der katholischen Familie Rosen und der mennonitischen Familie Lemmen (wegen erfolgter Beleidigungen): Rosen klagte beim (kurkölnischen) Hülser Gericht, Lemmen erhob Einspruch in Neukirchen.
- wegen konfessioneller gegenseitiger Vorbehalte konnten sich Hülser Katholiken, Mennoniten und Protestanten nie auf eine einheitliche Linie gegenüber Kurköln oder Moers-Oranien festlegen.

Nach dem Tode Walburgas setzte Moritz von Oranien im Jahre 1604 das oranische Gerichtswesen auf der Hülsisch-Moersischen Straße durch.
- 1662: Amandus von Myllendonk verpfändet seine ererbten Liegenschaften der Papenburg und im Moersischen Teil von Hüls an Margarethe von Mirbach, die Witwe des Generalwachtmeisters von Nievenheim.
- 1665: Die Einwohnerliste von 1665 führt im Hülsisch-Moersischen Ortsteil 53 Haushalte auf, davon neun mennonitische Familien; der Textilsektor ist mit 34 % vertreten, der Handel mit 17 %, das Handwerk mit 15 %, auch die Landwirtschaft mit 15 %. Neben katholischen, mennonitischen und reformierten Haushalten gab es jüdische Familien, von denen einige als Metzger überliefert sind.
- 1700: im Moersischen Teil wird zur Ortserweiterung eine neue Straße angelegt (Neustraße, heute Kauffmannsstraße)

#### Preußenzeit im Hülsisch-Moersischen Teil
Nach dem Tode des Oraniers Wilhelm III am 19. März 1702 übernahmen die Preußen die Grafschaft Moers und damit auch deren Exclaven Krefeld und den Moersischen Siedlungsteil von Hüls.
- 1768: Preußen beordert die Moersische Straße zum Gericht Krefeld.
- 1733: Freiherr von Asbeck als Nievenheim-Erbe der Papenburg-Liegenschaften verkauft das Gelände; die Burg ist inzwischen Ruine. Die eigentliche Sohlstatt (das Gut) ist heute Bodendenkmal.

Seit 1790 werden in Hüls keine Reformierten oder Mennoniten mehr in Steuerlisten geführt. Da nirgendwo von Vertreibungen geschrieben wird, ist es möglich, dass diese im Zuge der auch in Hüls einsetzenden Gegenreformation assimiliert wurden oder den Ort wegen ungünstiger Perspektiven verließen.

##### Familien Rosen/Roosen
Von besonderer Bedeutung für Hüls waren die Familien Rosen (einerseits) und Roosen (andererseits). Die Schöffenfamilie Roosen wohnte im kurkölnischen Ortsteil, die andere, wirtschaftlich im 17. Jahrhundert sehr erfolgreiche (Rosen) im Moersischen Ortsteil. Nach der Überlieferung als „katholische Glaubensflüchtlinge“ aus der Grafschaft Moers zugewandert, später Vorsteher der Moersischen Straße.
- Die Roosen-Familie aus dem kurkölnischen Teil geht zurück auf H. Stolzenhauer, der eine E. tho Middels, Erbin des Gasthauses zur „grooßen Roes“ am Hülser Markt heiratete. Peter Constantin Roosen aus dieser Linie gründete 1760 die Seidenmanufactur Roosen & Co., die nach wirtschaftlichem Aufschwung um 1780 Hausweber in Hüls, St. Tönis und Wachtendonk beschäftigte und Handelsbeziehungen bis nach Italien hatte.

- 1784 kam es durch Heirat zur Vereinigung beider Familien.
- Anno Laurentz Roosen war der letzte Amtmann von Hüls (1770 bis 1798)

### Kriege und Besetzungen
Beide Hülser Ortsteile waren ab dem 17. Jahrhundert mehrmals kriegerischen Handlungen und Truppenbesetzungen ausgesetzt.
- 1583: Beginn des Truchseßischen Krieges. Erzbischof Gebhard Truchseß von Waldburg war zum Protestantismus übergetreten (um seine Geliebte, die evangelische Gräfin von Mansfeld zu heiraten) wollte aber Kurfürst und Erzbischof bleiben. Im dadurch ausgelösten Krieg (auch Kölnischer Krieg) lässt der mit dem Truchseß verbündete Graf Adolf von Neuenahr im Jahre 1583 Hüls besetzen und befestigen.

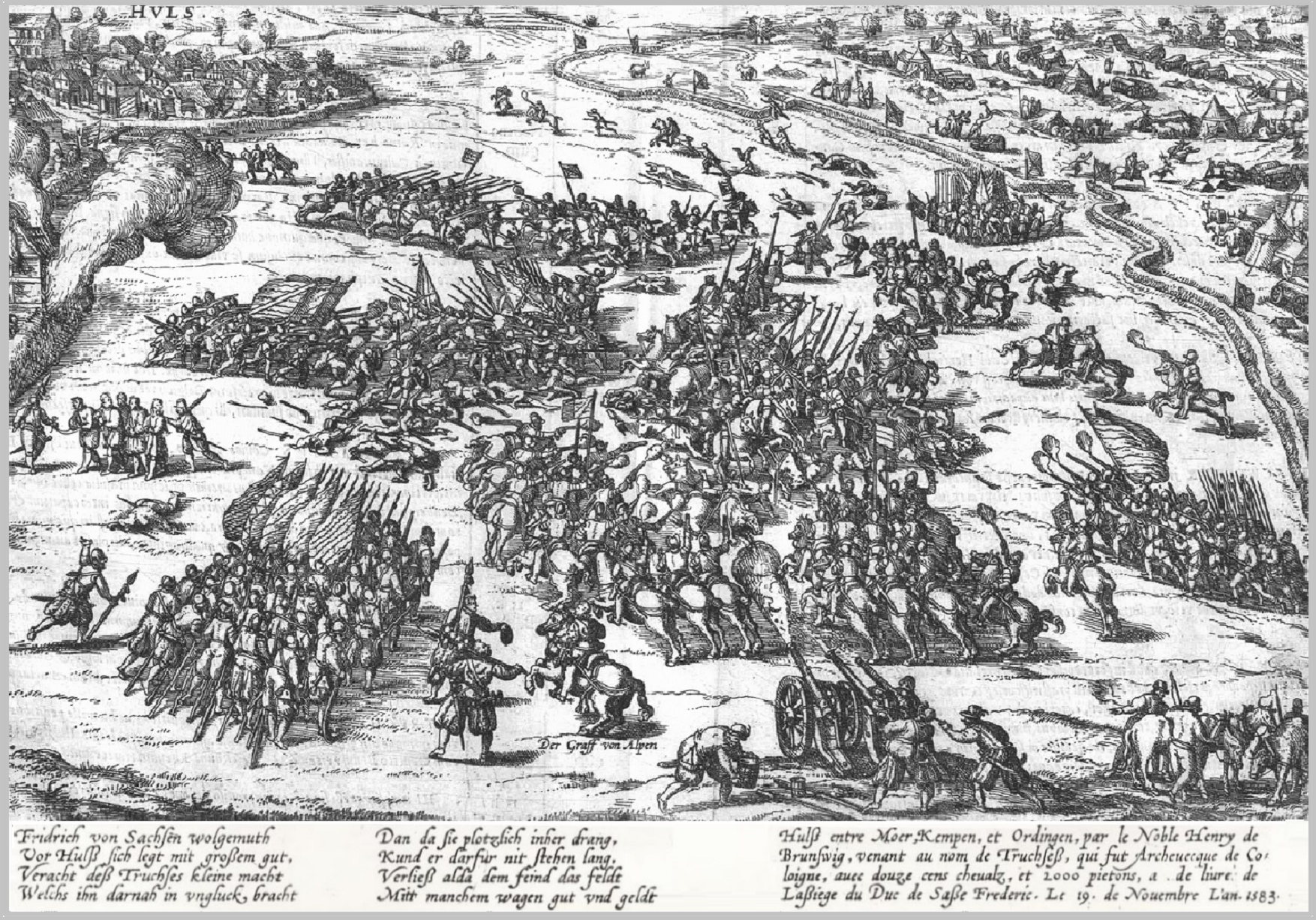
Schlacht von Hüls (1583) Zeichnung des Künstlers Franz Hogenberg aus dem 16. Jahrhundert

Für eine detaillierte Beschreibung siehe
- Die Überlieferung berichtet von einem hinkenden Pferd, das die belagerten Reformierten mit Heiligenbildern beladen zu den Belagerern trieben; diese trieben es mit einem Galgen beladen wieder zurück.
- Das katholische Lager unter dem Weihbischof Friedrich von Sachsen-Lauenburg stürmt in der Schlacht bei Hüls (schwerpunktmäßig im Bereich Lookdyck/Orbroich/Vinnbrück) vergeblich gegen Hüls und wird von den Moersern, als diese externe Verstärkung erhalten – vernichtend geschlagen.
- 1583 bis 1590: nach der Schlacht wechseln sich beide Parteien mehrfach im Besitz von Hüls ab; es gibt Plünderungen und Verwüstungen, Kirche und Kirchturm werden durch Brand beschädigt – die Klostergeistlichen fliehen für einige Jahre nach Kempen.

- 1601: Oranische Truppen besetzen Hüls.
- 1619: es erfolgt eine „Abtrennung“ des Kernortes zur Moersischen Straße durch eine Mauer an der Grenze zur Gatz (Mittelstraße/am Beckshof) mit einem Durchgangstörchen. Bis zum Ende der Feudalzeit blieb diese Grenze erhalten.
- 1621: spanische Truppen des General Spinola vereinigen sich in Hüls mit den Truppen des Grafen Heinrich van den Bergh um nach 6 Tagen von dort aus gegen die staatischen (niederländischen) Truppen aufzubrechen.

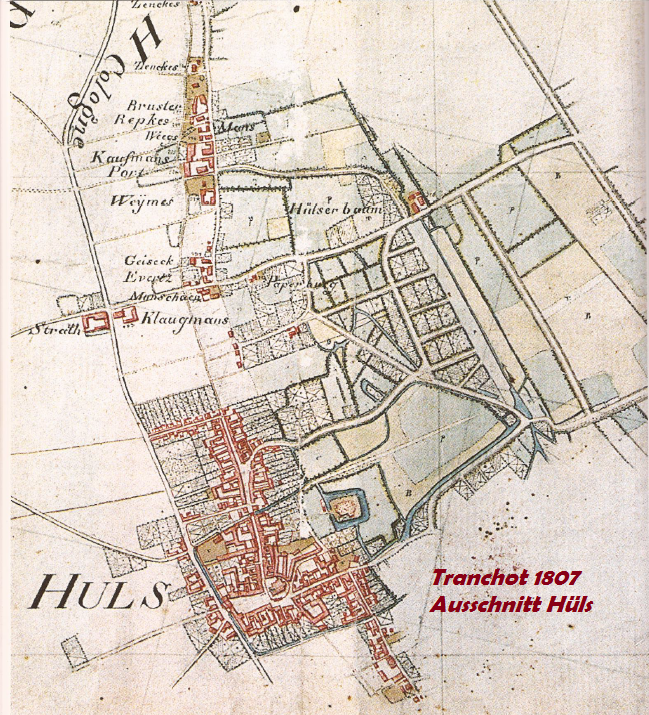
Ausschnitt einer Tranchot-Karte von 1807; zeigt im unteren Bereich den kurkölnischen Ortsteil, darüber den Moersisch-Oranischen, der zu diesem Zeitpunkt weitgehend besiedelt ist. Am oberen Rand ist die Hofzeile der Brusterhöfe erkennbar.

Der Dreißigjährige Krieg von 1618 bis 1648 hinterlässt auch in Hüls in Einzelscharmützeln und Truppenaufmärschen seine Spuren.
- 1624: Kurfürst Ferdinand erlaubt, die im Truchsessischen Krieg bereits vorhandenen, teilweise zerstörten Befestigungen des kurkölnischen Ortsteiles maßvoll zu erweitern und Tore anzulegen.
- 1636: Kurfürst Ferdinand verpfändet bis 1667 für 800 Taler die hohe Gerichtsbarkeit (einschl. Renten und Gefälle) im kurkölnischen Ortsteil an einen der adeligen Hülser Nacherben, Wilhelm von Metternich zu Schweppenburg.
- 1642: Mit dem Hessenkrieg erreicht der Dreißigjährige Krieg auch Hüls. Auf dem Gelände zwischen St. Tönis, Kempen und Hüls findet eine Schlacht auf der Hülser Heyde statt zwischen den Kaiserlichen unter General Lamboy und den hessisch-weimarisch-französischen Truppen unter Graf Guebriant; dessen Truppen siegen und brandschatzen Hüls.
- 1701 bis 1714: Im spanischen Erbfolgekrieg erlebt Hüls wieder Truppendurchzüge und Einquartierungen. 1712 feierten 200 Grenadiere vom Regiment des Markgrafen Albrecht in Hüls ihre Eroberung der Stadt Moers.
- 1756 bis 1763: Im Siebenjährigen Krieg kämpften mit Preußen und Großbritannien/Kurhannover auf der einen und der österreichischen Habsburgmonarchie mit Frankreich und Russland auf der anderen Seite nahezu alle europäischen Großmächte jener Zeit.

- 1758: Die Preußen formieren sich in Hüls; anschließend besiegen sie die Franzosen in der Schlacht an der – südwestlich gelegenen – Hückelsmey.

Grünes Meerblatt mit Stengel – heutiges Wappen von Hüls

### Franzosenzeit ab 1792 / Ende der Herrlichkeit Hüls
Als Franzosenzeit wird die von 1792 bis 1815 durch die Auswirkungen der Französischen Revolution geprägte Epoche bezeichnet.
- 1794: Im linksniederrheinischen Gebiet Deutschlands beginnen französische Revolutionstruppen mit der Besetzung von Dörfern und Städten. Auch in Hüls quartieren sich Franzosen ein und errichten ein Lazarett im Hülser Konventskloster.[28]
- 1798: in Hüls Einführung der französischen Verwaltungsorganisation – Bildung der Maire de Hüls (Vereinigung mit der Hülsisch-Moersischen Straße sowie Benrad) – zum Kanton Kempen gehörig, Aufhebung des Hülser Schöffengerichtes
- Im Jahre 1802 verweltlichen die Franzosen beide Hülser Klöster und entlassen die Schwestern.
- 1860 werden die hoheitlichen Rechte des Adels aufgehoben – die bisherigen Hülser Herrschaften verlieren ihre Besitzungen bzw. verkaufen ihre Liegenschaften.

Damit endet die historische Herrlichkeit Hüls.
Nach dem Aufstieg Napoleons im Jahre 1799 (am 19. Brumaire VIII revolutionärer Zeitrechnung) und seiner späteren Niederlage als Kaiser werden auf dem Wiener Kongress im Jahre 1814 in Europa die Grenzen neu festgelegt. Das Rheinland – und mit ihm die Gemeinde Hüls – kommen zum Königreich Preußen.